# Amfitheater van Tours
Het Amfitheater van Tours, gelegen in het historische centrum van Tours, achter de Kathedraal van Tours, is een monument waar in de oudheid voorstellingen opgevoerd werden.
Het amfitheater werd gebouwd in de eerste eeuw, in de tijd dat Tours, toen bekend als Caesarodunum, de hoofdstad was van het land van de Turones. De gekozen locatie, op de top van een heuvel aan de rand van het gebied dat toen al verstedelijkt was, beschermde het amfitheater tegen het wassende water van de Loire, was gunstig voor de doorstroming van bezoekers en maakte dat het al van ver te zien was, als pronkstuk dat de macht van de stad symboliseerde. De afmeting van het robuuste bouwwerk met zijn ietwat elliptische vorm was naar schatting 122 meter bij 94 meter. Toen het in de tweede eeuw uitgebreid werd naar 156 bij 134 meter, werd het een van de grootste in zijn soort uit het hele Romeinse Rijk, waardoor het ook wel werd aangeduid als het 'architectonisch monster'. In de elfde eeuw was de kolossale afmeting niet meer in verhouding met de omvang van Caesarodunum en de stadstaat van de Turones. In de derde eeuw werd het omgebouwd tot fort en geïntegreerd in de verdedigingsmuur van het laat-Romeinse Rijk, waarvan het in de eerste helft van de vierde eeuw het belangrijkste onderdeel vormde. In de loop van de middeleeuwen raakte het fort geleidelijk in verval en dienden de overblijfselen als ondergrond voor woningen, waardoor het steeds meer aan het zicht onttrokken werd.
Nadat het tot in de negentiende eeuw in de vergetelheid was geraakt, werd het in 1853 herontdekt, dankzij de archeologische vereniging van Touraine (SAT) toen het klimaat in Frankrijk zeer gunstig was voor wetenschapsgenootschappen en archeologische onderzoeken. De kelders van de woningen die op de verdedigingsmuren gebouwd waren, werden vanaf 1962 tot midden jaren 1970 onderwerp van metingen en onderzoeken. Dit werd in de jaren 2000 aangevuld met een grondige studie van de topografische en architectonische ontwikkeling van de wijk door de eeuwen heen. De toevallige ontdekking in diezelfde tijd van nieuwe, tot dan toe onbekende resten was aanleiding om nog oudere archeologische en bibliografische gegevens weer op te pakken, ze opnieuw te interpreteren om zo de geschiedschrijving van het monument aan te passen. Dit hernieuwde onderzoek, dat onder andere het samenstellen van een plattegrond van het amfitheater op 1/1000 en 1/20 van de ware grootte met zich meebracht, was in 2017 nog gaande.
De overblijfselen van het amfitheater van Tours zitten verborgen onder de huizen van de kanunniken van de kathedraal. De tot kelders omgebouwde vomitoria, soms met 2 boven elkaar gelegen niveaus, zijn ontoegankelijk voor publiek. Alleen de straten getuigen nog van het bestaan van het amfitheater: een straat volgt gedeeltelijk de omtrek van de cavea, een andere loopt bijna dwars door de arena. Deze twee straten tonen duidelijk de omtrek van de arena van noordwest naar noordoost. De waaiervormige kavels van de wijk, goed zichtbaar vanuit de lucht of op een kadastraal plan, evenals de nieuwe delen van de muren aan de zuidkant bevestigen dit. Hoewel sommige huizen die gebouwd zijn op de muren van het amfitheater, geclassificeerd zijn als historisch monument, hebben de overblijfselen van het amfitheater echter geen beschermde status. Het gebied rondom de kathedraal waar het amfitheater zich bevond, maakt daarentegen deel uit van het stadsgezicht dat wel beschermd is.

## Het amfitheater in de oude stad

### Caesarodunum in de vroeg-Romeinse tijd
Caesarodunum werd waarschijnlijk gesticht tijdens de regeerperiode van Augustus of Tiberius tussen 10 v.Chr. en 20 of 30 n.Chr. en lag in de vallei tussen de Loire en Cher, het gebied waar nu Tours ligt. Bij de stichting omvatte de stad een gebied dat begrensd werd door de Loire in het noorden, een loodrechte lijn vanaf de Loire via de place de la Victoire en een lijn die het rond-point des Français-Libres in het noordoosten verbond met de kruising Rue Marceau en boulevard Béranger in het zuidwesten. Van dit gebied, dat 80 hectare besloeg, was het gedeelte aan de oevers van de Loire het meest verstedelijkt. Caesarodunum beschikte over openbare monumenten, zo werden er een tempel, twee thermale baden, twee aquaducten, een brug en het amfitheater aangetroffen. Ongetwijfeld zijn er nog meer gebouwen te ontdekken. De stad kende zijn hoogtijdagen tijdens de vroeg-Romeinse tijd in de 2e eeuw, waarna het in het laat-Romeinse Rijk kromp tot het gebied in en rond de vesting, waarvan het amfitheater de basisstructuur vormde.

### Een zorgvuldig gekozen locatie

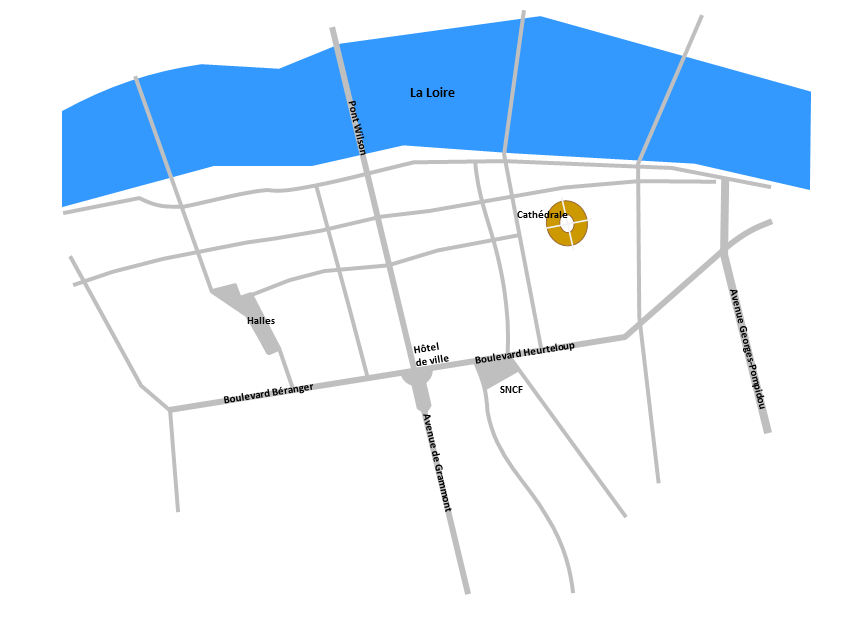
Het amfitheater (in bruin) zoals op de huidige plattegrond van de stad.

Het amfitheater is gebouwd in het noordoosten van de oude stad, praktisch aan de rand van de bebouwde kom en pal aan de zuidoostkant van de huidige kathedraal. De keuze voor deze locatie is geen toevallige: hij voldeed aan de topografische, planologische en politieke eisen. Aan de topografische eisen, omdat archeologen na lang discussiëren ervan overtuigd raakten dat het amfitheater op een door de natuur gevormde heuvel gebouwd is. Omdat het amfitheater gedeeltelijk in de heuvel is ingebouwd, hoefden de architecten minder te metselen en kon het zo beter beschermd worden tegen overstromingen. De heuvel van 51 meter hoogte waar het amfitheater op gebouwd is, lag midden op de alluviale vlakte die in de oudheid 41 meter boven het Franse zeeniveau lag en waar Caesarodunum gesticht werd. De locatie voldoet ook aan de planologische eisen omdat, net als in veel Gallo-Romeinse steden, de bouw van het amfitheater van Tours veel ruimte in beslag nam in een stad die al in aanbouw was.
Het bood zoveel plaatsen dat er niet alleen bezoekers uit Caesarodunum konden komen, maar ook van buiten de stad. In 1948 meende Jacques Boussard dat het ongeveer 6000 personen kon ontvangen, en die hypothese werd in 1979 overgenomen door Henri Galinié en Bernard Randoin. Door de vrije ruimte rondom het monument kon een dergelijke mensenmenigte zich voor en na een voorstelling gemakkelijk verplaatsen. Ten slotte was de locatie ook in politiek opzicht geschikt omdat het amfitheater een monument moest zijn dat de stad al van verre zichtbaar maakte en zo de rijkdom en macht van Tours toonde. Dit werd hier bereikt door het monument buiten de dichtbevolkte stad en op een heuvel te bouwen.

## De geschiedenis van het monument
Studies die tot het einde van de jaren zeventig van de twintigste eeuw zijn uitgevoerd, toonden een relatief homogeen gebouwd monument dat in één enkele periode was gebouwd, mogelijk rond het begin van de 2e eeuw. Een inhuldiging door keizer Hadrianus bij zijn bezoek aan de Touraine in 122 werd zelfs genoemd. Maar door de werkzaamheden die aan het begin van de 20e eeuw waren verricht, kwam er iets heel anders aan het licht: een eerste amfitheater werd namelijk gebouwd in de 1e eeuw, uitgebreid in de 2e eeuw en voorzien van eigen verdedigingswerken in de derde eeuw. Vervolgens werd het rond het jaar 350 gebruikt als basis voor de verdedigingswerken van Tours in het vroeg-Romeinse Rijk. Dit laatste feit, waarvan het reeds bekende principe eerst niet ter discussie werd gesteld, zou nu ook opnieuw geïnterpreteerd worden.

### Het oorspronkelijke amfitheater

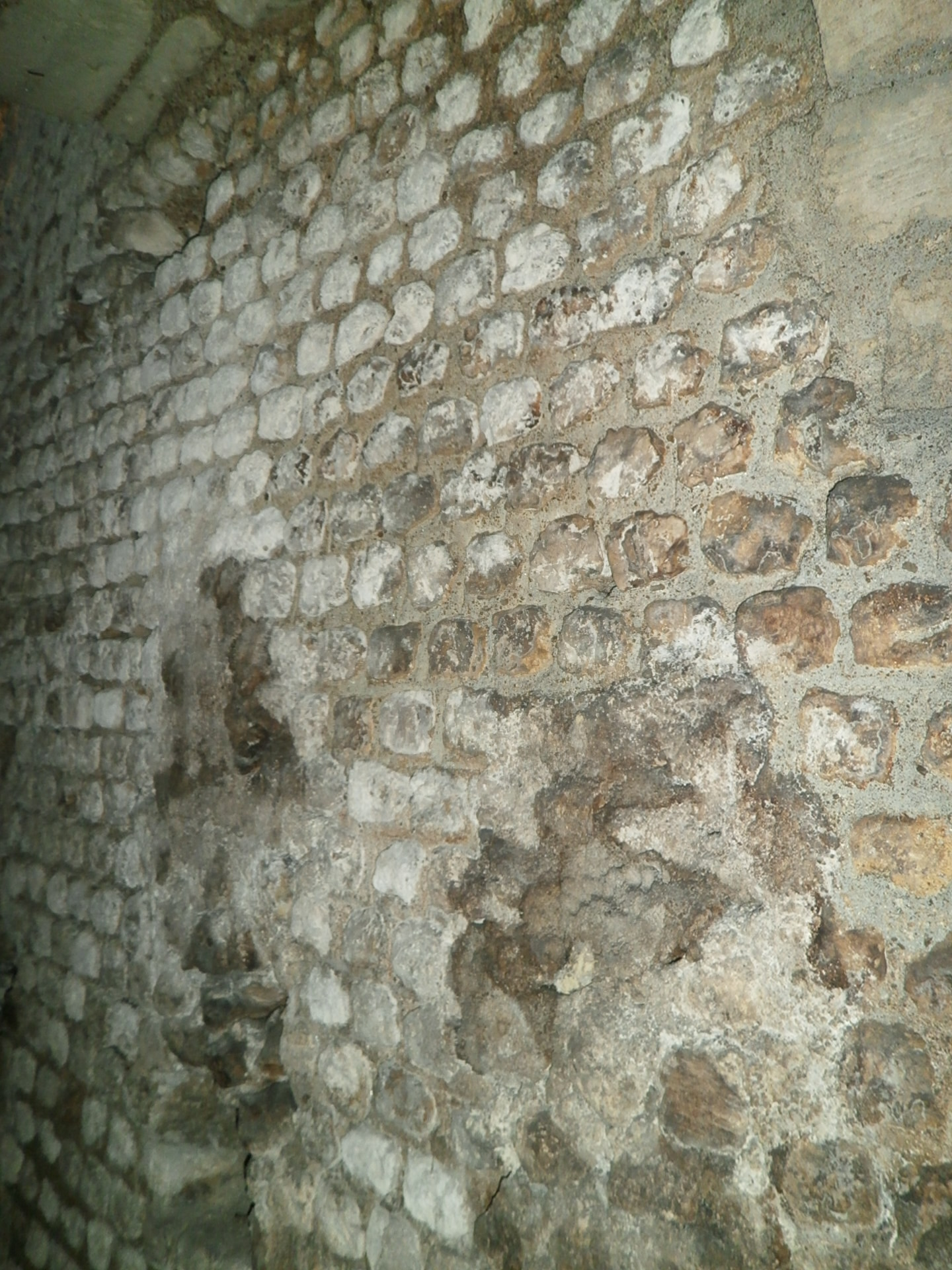
Binnenzijde van de muur van het westelijke vomitorium van het amfitheater op de kruising van het oorspronkelijke deel (achtergrond) en de uitbreiding ervan (voorgrond).

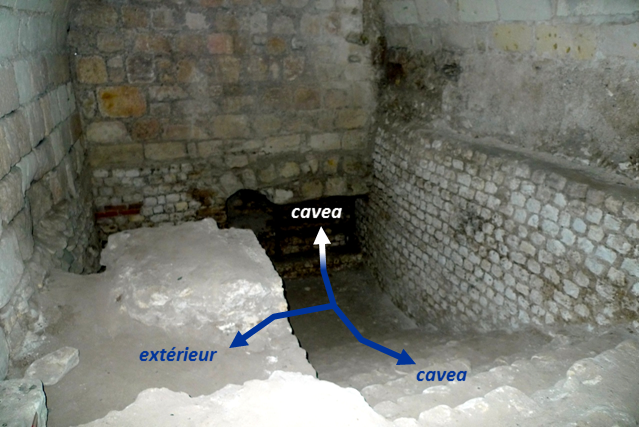
Toegangstrap tot de arena vanaf het vomitorium aan de zuidwestelijke zijde.

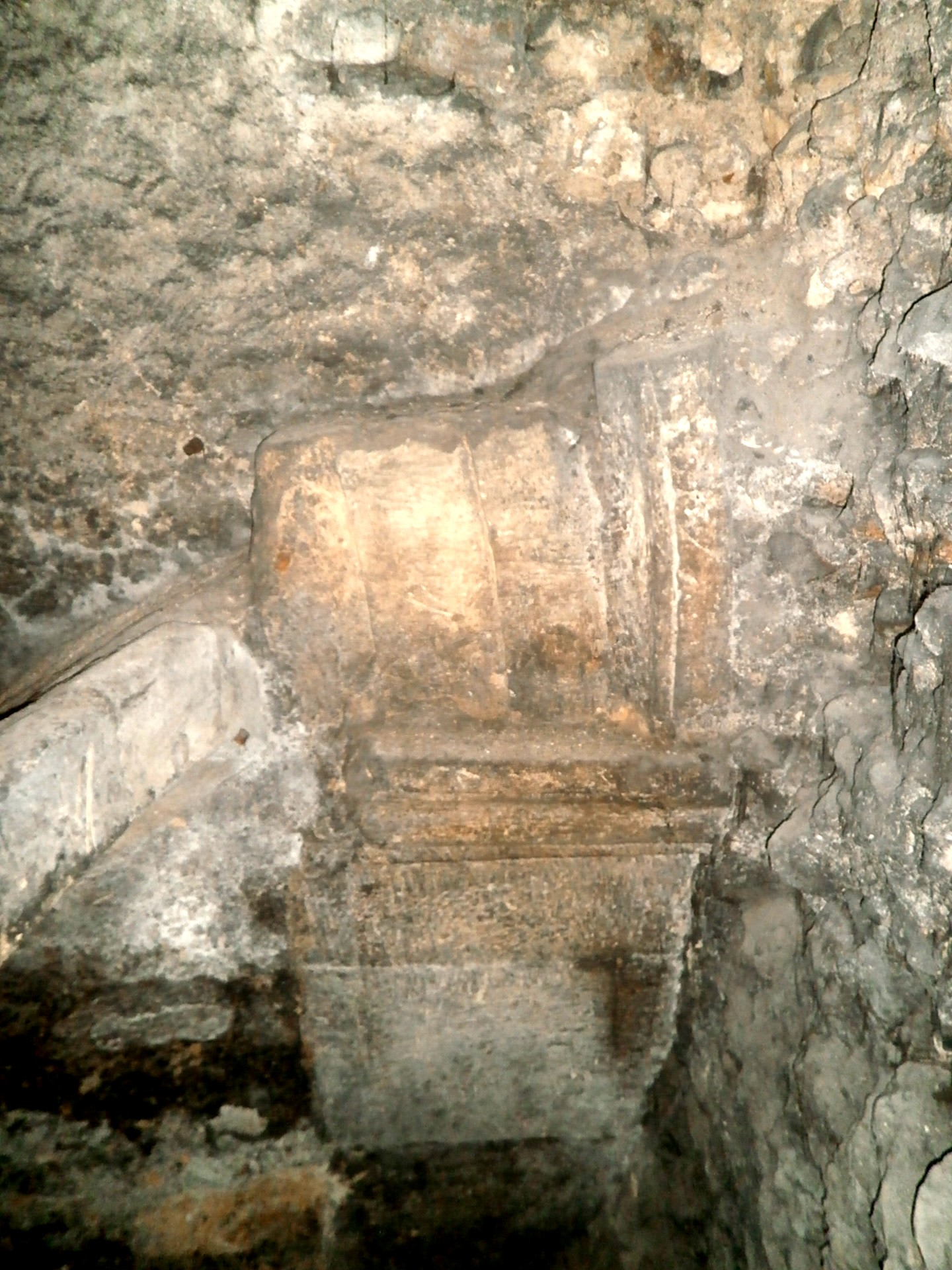
Detail van de toegang tot een van de vomitoria
Bovenkant van een sokkel (gegoten kapiteel) en voetstuk van de boog.

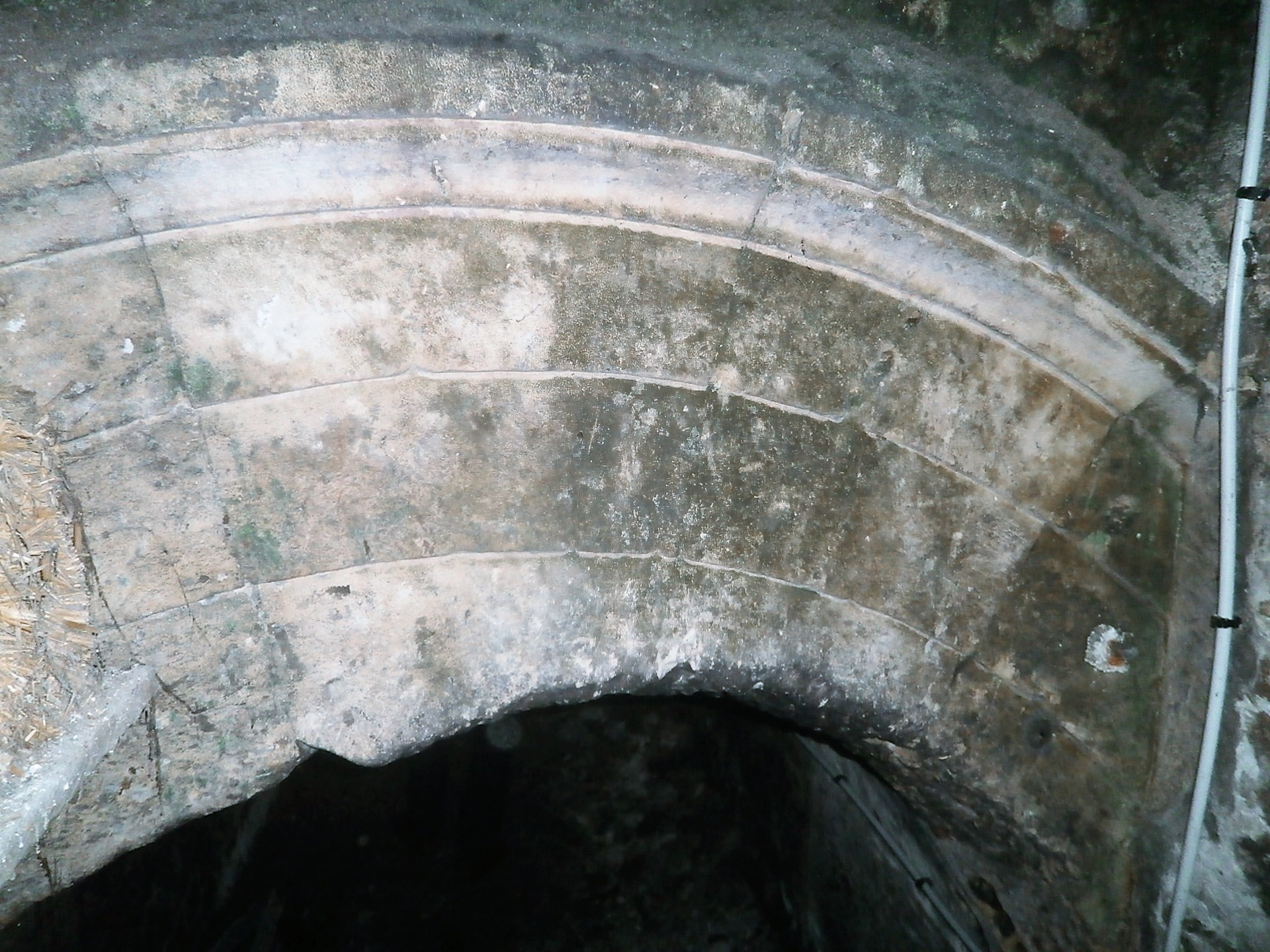
Boog boven het secundaire zuidwestelijke vomitorium.

Het amfitheater van Caesarodunum behoort tot het oudste soort amfitheaters. Dat heeft niet zozeer te maken met de vroege datering van het monument, maar dit soort wordt als massief gekenschetst, net als de amfitheaters in Samarobriva (Amiens), Octodurus (Martigny, Zwitserland) en Emerita Augusta (Merida, Spanje). In deze bouwwerken worden de cavea niet gedragen door muren en pilaren, zoals wel het geval is in de Arena van Nîmes, maar op een wal die van de buitenkant van het amfitheater schuin afloopt richting de arena. In Tours zou deze wal gedeeltelijk kunnen bestaan uit de afgegraven grond van de heuvel waar de arena op gebouwd is. Toeschouwers moesten plaatsnemen op de met gras begroeide helling, maar de wal kan ook houten tribunes gehad hebben. De ontdekking van deze tribunes zou, als ze al ooit bestaan hebben, heel bijzonder zijn, omdat geen van de gevonden overblijfselen op het bestaan van stenen rijen banken heeft gewezen. Metselwerk is tot het strikte minimum beperkt: de buitenmuur, de muur van de arena, de galerijen van de in- en uitgangen, deels uitgegraven in de heuvel, de trappenhuizen en hooguit enkele steunmuren voor de wal.
Bij de laatste stand van het onderzoek en op basis van documenten die in 2017 gepubliceerd zijn, was de geschatte lengte van het min of meer elliptische amfitheater in de vroegste fase van zijn bestaan 112 meter, en de breedte 94 meter. De geschatte oppervlakte was 8270 m2. De afmetingen van de arena werden geschat op 68 bij 50 meter, met een oppervlakte van 2670 m². De cavea konden minimaal 14.000 toeschouwers herbergen. Het monument beschikte over acht vomitoria. De vier belangrijkste vomitoria leidden naar de arena en naar een nog onbekend gedeelte van de cavea. De andere vier leidden via trappen naar het middelste gedeelte van de cavea en waren voorzien van een grote boog in grof metselverband die op bewerkte kapitelen steunden. De noordelijke en zuidelijke vomitoria hadden een gewelfhoogte tussen de 7,5 en 8 meter en een breedte van 4,90 meter. De westelijke en oostelijke vomitoria, die iets minder imposant waren, hadden een hoogt van 6,80 hoog en een breedte van 2,50. De secundaire vomitoria die toegang gaven tot de tussenliggende trappen zijn nog minder breed. Waarschijnlijk waren er nog acht toegangen, bestaande uit dubbele trappen tegen de buitenmuur van het amfitheater, waarmee het hoogste punt van de cavea bereikt kon worden, net als in Aginnum (Agen) of Segodunum (Rodez), en vergelijkbaar met het amfitheater van Pompeï. De ligging van het amfitheater lijkt overeen te komen met het stratenplan van de stad en de linkeroever van de Loire in de oudheid. De breedteas loopt in westelijke richting en ging over in de weg die waarschijnlijk de decumanus maximus van de stad was, de lengteas liep parallel aan de dwarsstraten.
De ingangen van de vomitoria zijn opgebouwd uit grote blokken die met haakse verbindingen in elkaar zijn gezet. De steunmuren zijn voorzien van bewerkte kapitelen die een romaanse boog dragen. De stadswallen van Tours uit de vroeg-Romeinse tijd bevatten veel herbruikte grote blokken die waarschijnlijk afkomstig zijn uit de gevelmuur van het amfitheater. De rest van het amfitheater, inclusief muren en gewelven, is waarschijnlijk gebouwd van kleine gecementeerde kalkzandstenen (opus vittatum) met onregelmatige voegen, zonder toevoeging van terracotta, die in beton verzonken blokken steen omsloten.
De vroegste vorm van het amfitheater dateert uit de tweede helft van de 1e eeuw, dus ten minste vijftig jaar na de stichting van Caesarodunum. Het lijkt erop dat de meeste monumenten van Tours in deze periode zijn gebouwd. Deze datering zou betekenen dat het amfitheater ongeveer 50 jaar ouder was dan geopperd in andere hypotheses die eerder naar voren werden gebracht. Dit is gebaseerd op een vergelijking van de architectonische elementen van het amfitheater van Tours met die van Amiens, Autun of Saintes, waarvan de datering vaststaat.

### Het vergrote amfitheater

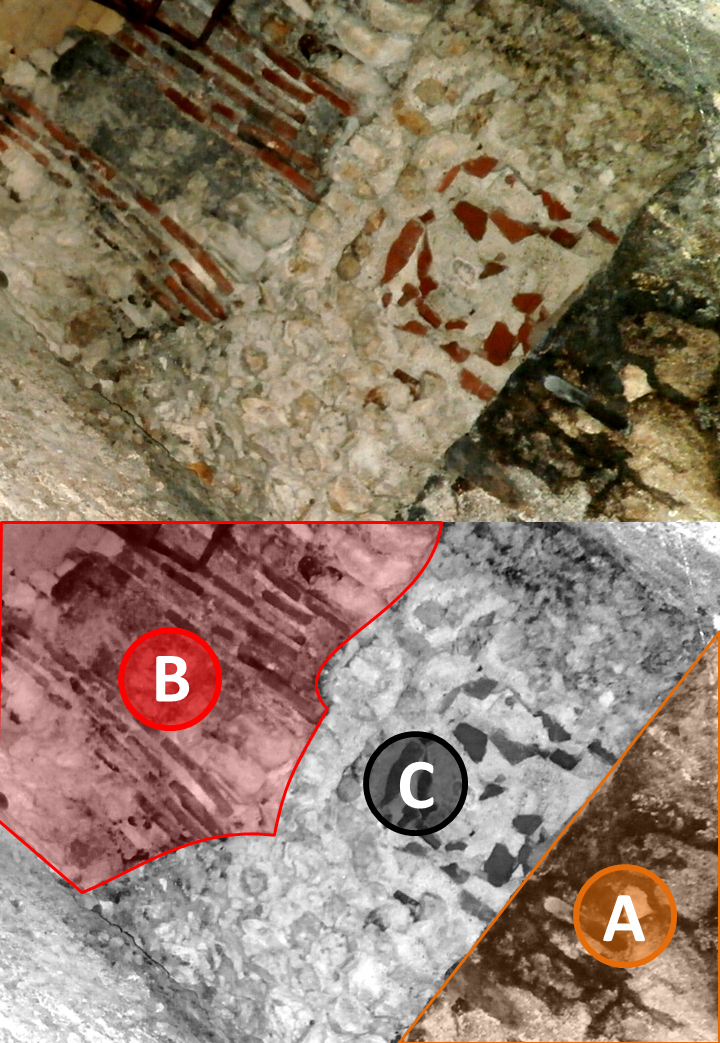
Detail van het gewelf van de westelijke vomitorium van het uitgebouwde amfitheater.
(A) gewelf uit de 1e eeuw.
(B) gewelf uit de 2e eeuw.
(C) middeleeuwse restauratie.

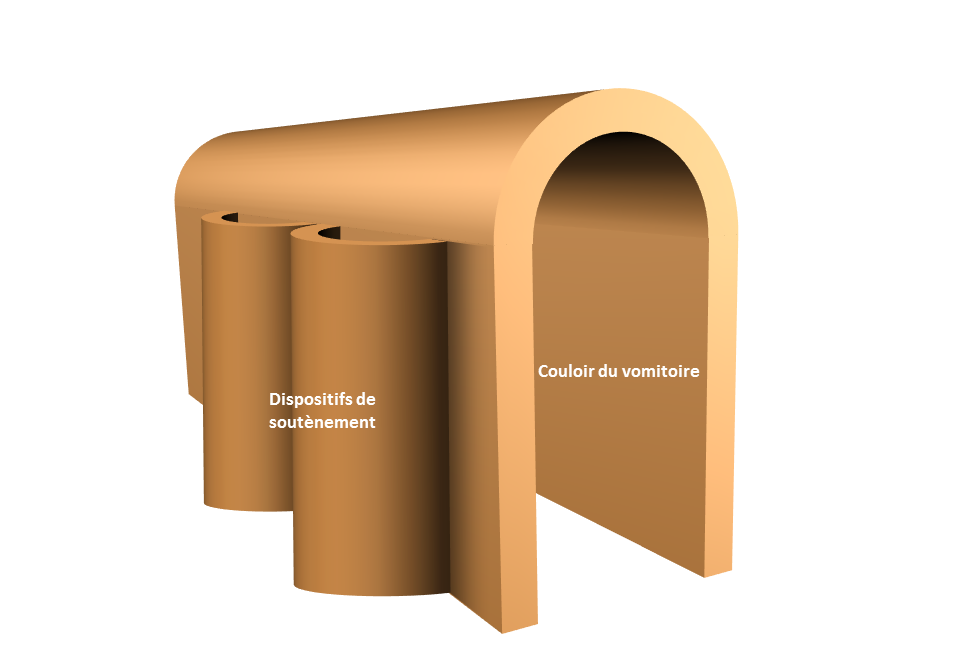
Figuur I: schematische weergave van reconstructie van mogelijk versterkingsmechanisme van de vomitoria van het amfitheater.

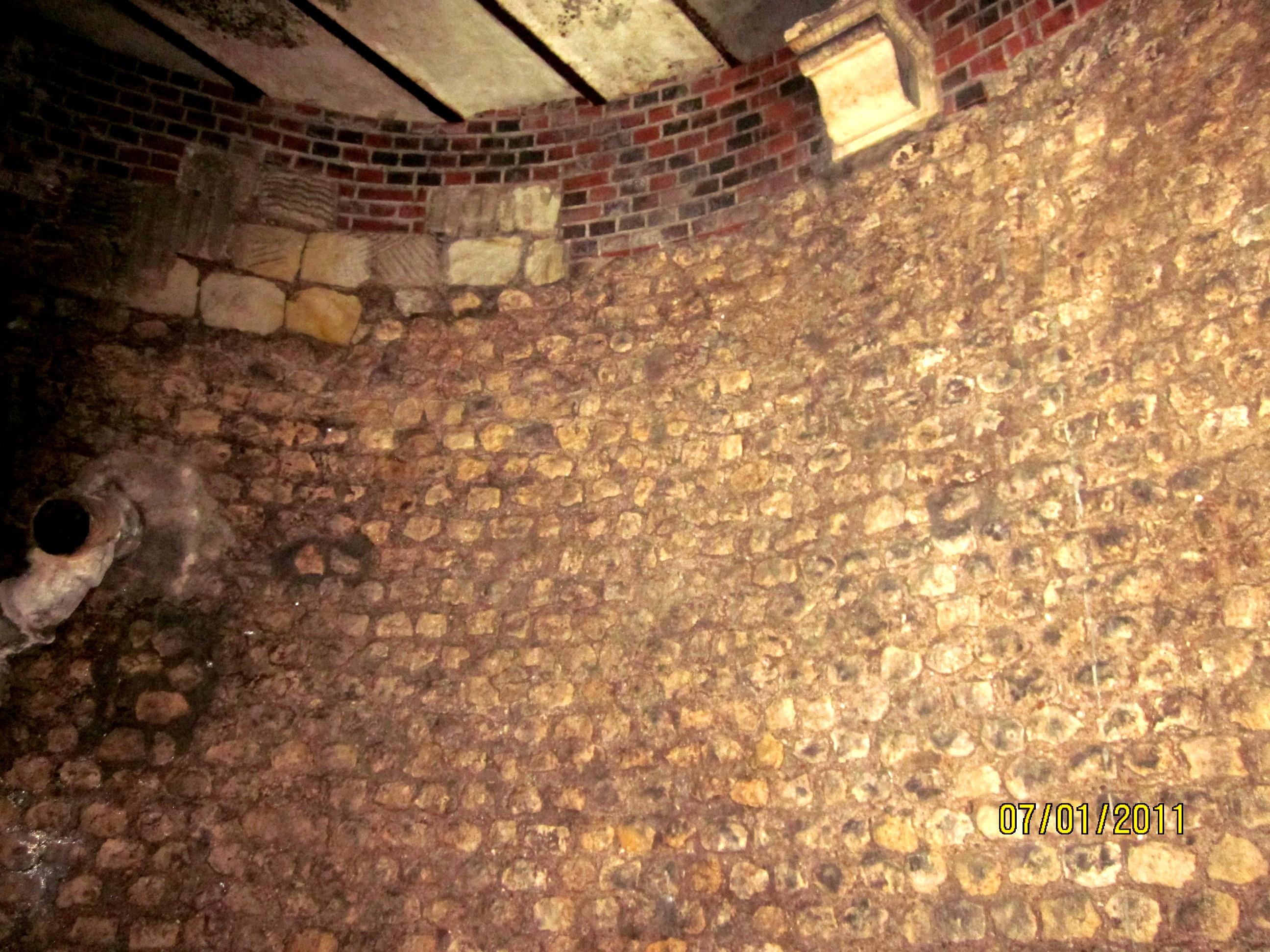
Binnenaanblik van een steuntoren. Noordelijke vomitorium.

De tweede fase, waarschijnlijk in de tweede helft van de 2e eeuw gezien de kenmerken van het metselwerk, behelsde de uitbreiding van het amfitheater. Dit werd nog steeds gedaan volgens hetzelfde principe van een muur die slechts 1,4 meter dik was en die de cavea ondersteunde die gebouwd waren op de aarden wal. De afmetingen van het amfitheater waren nu minstens 156 bij 134 meter, maar de arena leek niet te zijn gewijzigd. De capaciteit werd uitgebreid naar 34.000 personen.
In deze vorm reikte het amfitheater in zuidwestelijke richting waarschijnlijk verder dan de huidige stadsmuur in de rue du General-Meusnier, die bekend staat als de buitenmuur. Eind jaren 1970 dachten archeologen dat het amfitheater 25 tot 28 meter hoog was geweest. In de laatste onderzoeken is men voorzichtiger en wordt de hoogte niet meer precies genoemd. Er was ook geen sprake meer van muren 'hoger dan 18 meter'. Bastien Lefebvre schatte de hoogte op 15 meter.
Er zijn veel aanwijzingen dat latere verbouwingen geleid zouden hebben tot uitbreiding. Zowel de breedte als de hoogte van de belangrijkste vomitoria veranderden bij een nieuwe bouwfase. Het noordelijke vomitorium, dat het meest bestudeerd is, ging van 3,30 meter breedte in het oorspronkelijke amfitheater naar 5,20 meter in het uitgebouwde amfitheater. Twee halve torens met een diameter van ruim 5 meter (figuur 1) die aan weerszijden van de ingang van de vier vomitoria staan, compenseerden gedeeltelijk de potentiële zwakte van de constructie bij de ingangen. De versterkingswal was groter geworden. Baron Henry Auvray, die de lokale kelders bestudeerde, had vanaf 1938 al een vermoeden over de functie van deze torens en generaal de Courtigis bevestigde dit. Er werd steeds minder vaak gebruik gemaakt van bewerkte natuursteen, en in plaats daarvan gebruikte men breuksteen in combinatie met lagen tegels, wat duidelijk te zien was in de gewelven van de vomitoria, daar waar deze in grootte verschillen.
Deze bouwkundige kenmerken zijn slechts op enkele plaatsen in het amfitheater gevonden en, hoewel aannemelijk, kan niet worden bevestigd dat deze in het hele monument terugkomen.

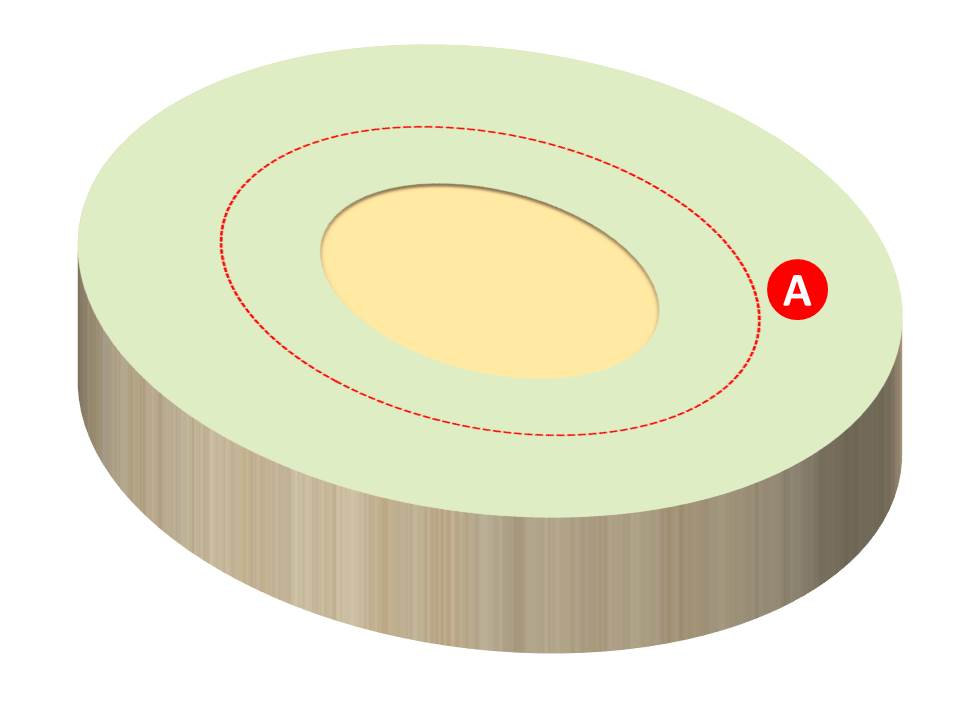
Schematische mogelijke reconstructie van het uitgebouwde amfitheater.
(A) Begrenzing van het oorspronkelijke amfitheater.

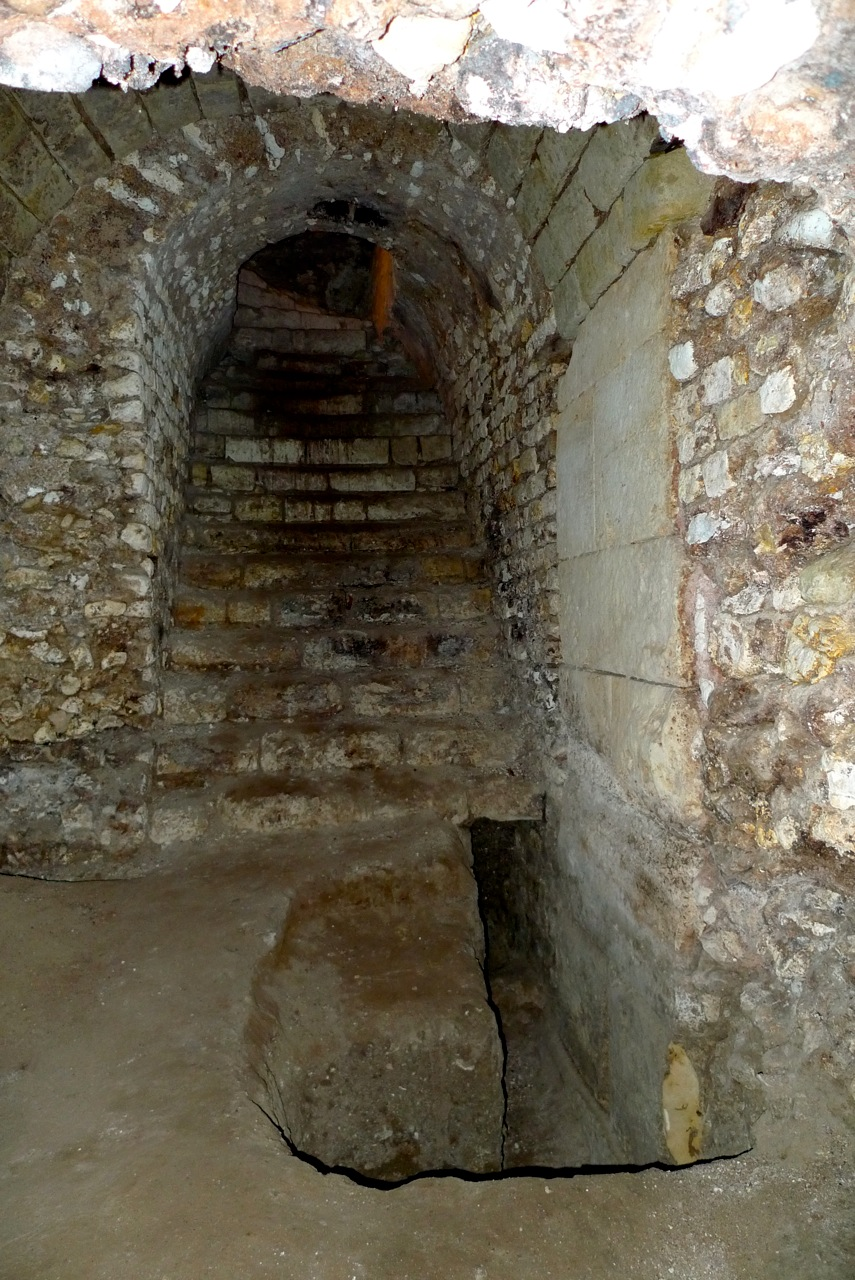
Zuidwestelijke secundaire vomitorium.
Op de achtergrond: het vomitorium uit de 1e eeuw (de trap is middeleeuws); rechts: een steunmuur van grote steenblokken siert de ingang. De uitbreiding uit de 2e eeuw is zichtbaar op de voorgrond.

Tijdens deze uitbreiding werden de buitentrappen van het amfitheater verwerkt in de nieuwe wal. Ze kregen een nieuwe functie als middelste trappen door een steunmuur toe te voegen en ze te verbinden met het belangrijkste vomitorium. De secundaire vomitoria leken niet verlengd met gangen tot aan de nieuwe gevel, maar waren wellicht aangesloten op een galerij op de begane grond die rondliep. Er is geen direct bewijs dat de nieuwe buitentrappen tegen de gevel aangebouwd waren, hoewel er indirect bewijs is dat er ooit trappen waren, zoals ontbrekende delen aan de gevel die eerder toegeschreven waren aan torens uit de tijd dat het castrum gebouwd was. Dergelijke trappen zouden ook hebben kunnen dienen als ondersteuning van de gevelmuur, die onder grote druk stond door het gewicht van de wal. De gevel bevatte ook geen decoratieve elementen, voor zover dit beoordeeld kan worden aan de hand van de beperkte overblijfselen.
Tussen de gevonden overblijfselen, op hun oorspronkelijke plaats of als hergebruikte onderdelen in de constructie van het castrum, werd nergens iets van steen of metselwerk teruggevonden dat dienst had kunnen doen als zitbank. Net als in het oorspronkelijke amfitheater moesten de toeschouwers eenvoudigweg op de wal plaatsnemen of op houten tribunes, althans voor de plaatsen die het dichtst bij de arena waren en het vaakst bezet. Deze tweede hypothese, waarvoor een enorme hoeveelheid hout nodig geweest zou zijn, kan waarschijnlijk nooit bevestigd worden aangezien het materiaal dermate fragiel is dat het vergaan zou zijn.
Zowel van het oorspronkelijke amfitheater als van de uitbreiding is onbekend hoe de mogelijke indeling was, afgezien van een muur van 2,80 meter hoog die de arena van de cavea scheidde en die aan de binnenzijde was voorzien van een stenen stoep. Een muurtje dat gevonden werd onder een plaat in de arena, zou een overblijfsel van de indeling van de arena kunnen zijn, maar deze hypothese is niet bevestigd.
Een reeks paalgaten, resten van stookplaatsen, steenfragmenten, baksteenpuin en kalkpoeder, gevonden aan de zuidwestelijke rand van het amfitheater, lijkt ook uit de tweede helft van de 2e eeuw te dateren. Deze zaken konden worden toegeschreven aan de aanwezigheid van een werkplaats en een onderkomen voor arbeiders die destijds aan de uitbreiding van het amfitheater werkten. Er is ook nog een geplaveide zone overgebleven die dateert uit het eind van de 2e eeuw. Het gaat hier waarschijnlijk om een voorziening rondom het hele amfitheater dat diende om de doorstroom van toeschouwers te bevorderen.

### Het versterkte amfitheater

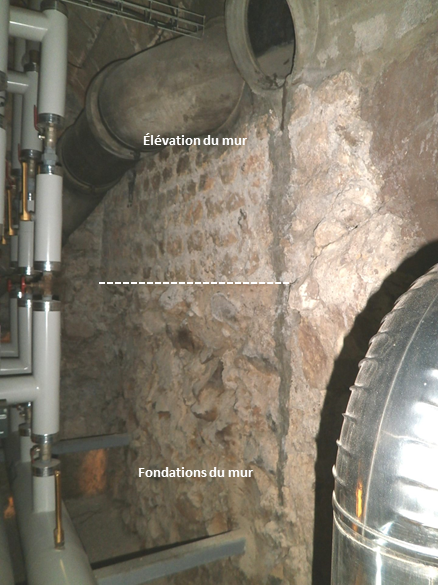
Versterkingsmuur van het amfitheater in de 3e eeuw.
Onderste gedeelte: funderingen.
Bovenste gedeelte: verhoging.

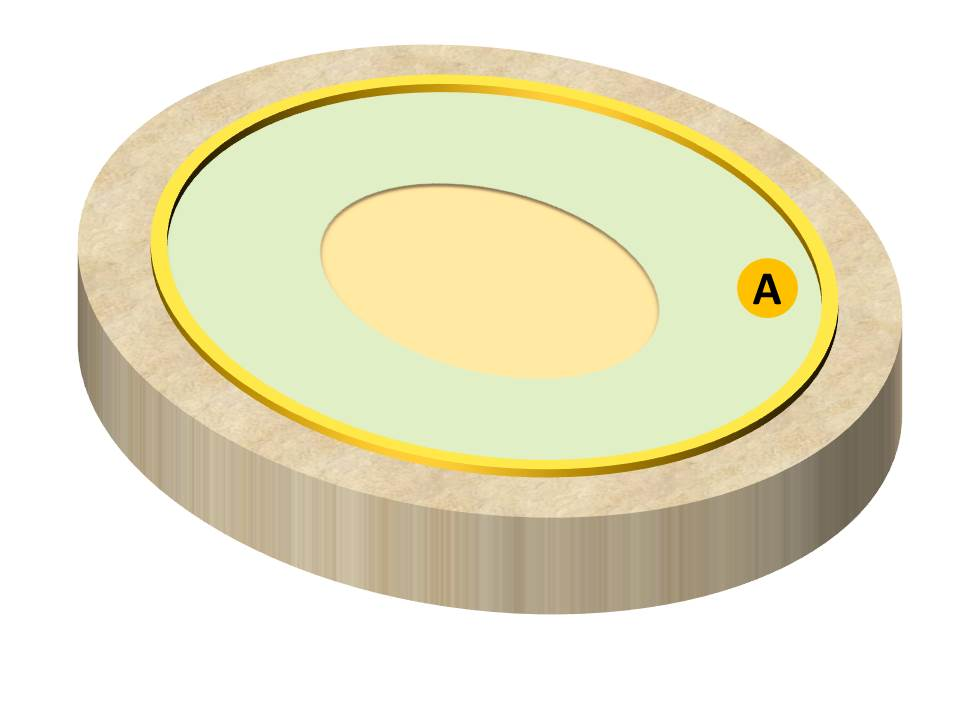
Schematische mogelijke reconstructie van het versterkte amfitheater.
(A) Ringvormige versterkingsmuur.

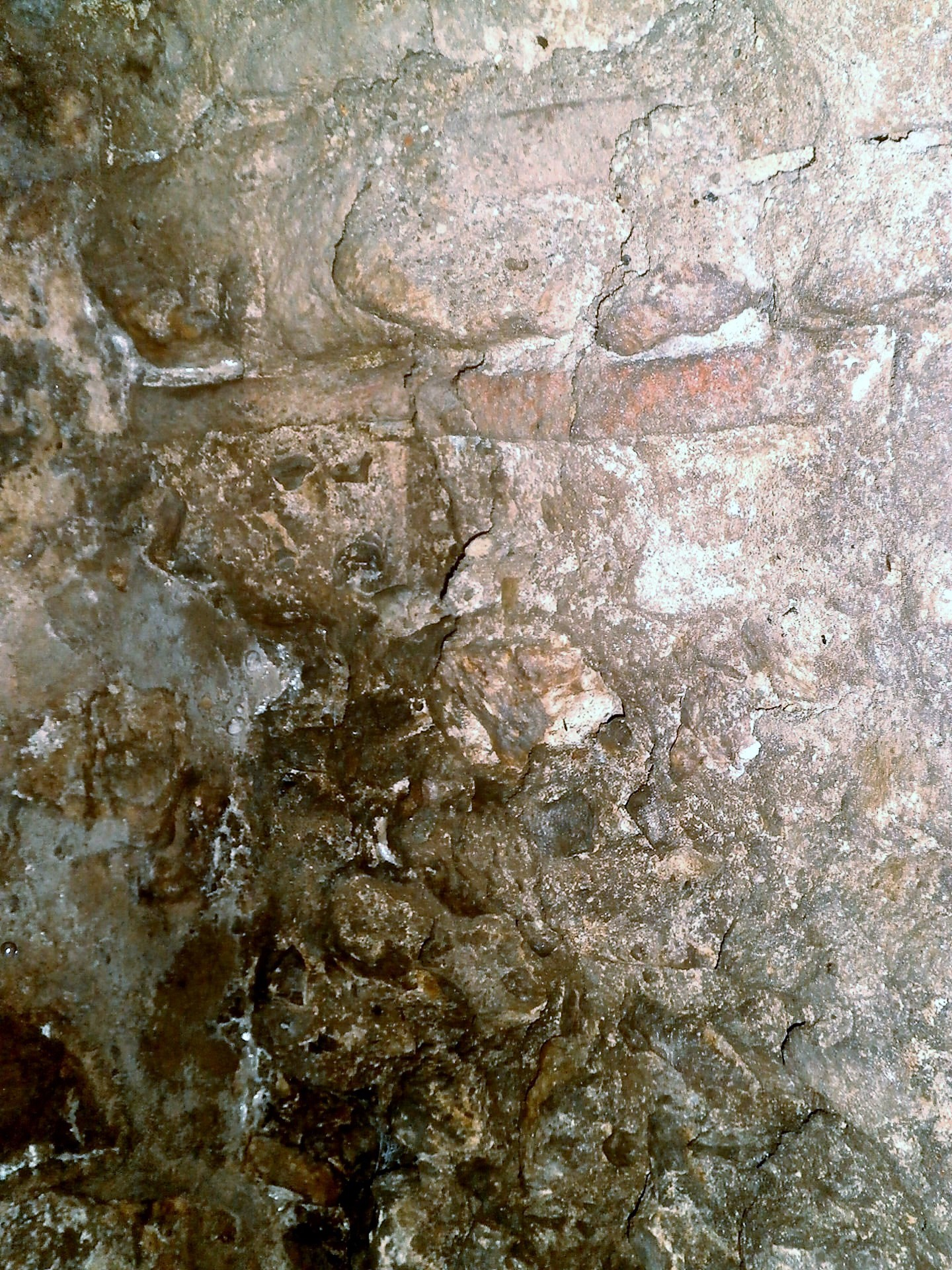
Obstructie van een toegang (gang of trap) in het westelijke vomitorium.

In kelders zijn stukken muur aangetroffen, die tot het eind van de twintigste eeuw toegeschreven werden aan een concentrische gang in de arena die moest zorgen voor een goede doorstroming van toeschouwers op de cavea. Bij nader onderzoek bleken deze echter te horen bij een gedeelte van het amfitheater dat later toegevoegd is.
In de tweede helft of tegen het eind van de derde eeuw werd het bovenste deel van de cavea naar een hoogte van 8 meter boven de arena gebracht. Vervolgens is er een muur omheen gebouwd, zonder gebruik te maken van extra hoekstenen ter versterking en zonder grote blokken steen uit andere gebouwen in de fundering te gebruiken. Deze muur dateert dus van voor de bouw van het castrum, omdat deze technieken bij de bouw daarvan wel toegepast werden. De steensoorten die voor de muur gebruikt werden, waren niet dezelfde als die gebruikt werden voor het vergrote amfitheater, waarvan een deel door deze steensoort is vervangen (deze dateert dus uit een latere tijd). Deze muur, met een dikte van 3,5 meter en een hoogte die waarschijnlijk reikte tot boven het hoogste punt van de cavea, liep rondom het vergrote amfitheater en was geïntegreerd in de wal. Met de huidige kennis is het moeilijk te zeggen of de vestingmuur doorlopend en gelijkmatig was of dat er ornamenten of kazematten in zaten.
Verschillende andere elementen voeden de hypothese dat het hier om een verdedigingsbouwwerk ging: de secundaire vomitoria zijn geblokkeerd, evenals de trappen aan de binnenzijde, zodat alleen de belangrijkste vomitoria overbleven als toegang tot de arena. Deze waren bij een aanval gemakkelijk te beheersen. Aan de voet van het amfitheater was een verdedigingsgracht gegraven met een wal erlangs, daterend uit de tweede helft van de derde eeuw. De overblijfselen hiervan werden ten zuidwesten van het monument ontdekt, maar deze gracht omsloot waarschijnlijk het hele amfitheater. Het onderhoud ervan werd gestopt na de bouw van het castrum.
Soortgelijke bouwwerken uit dezelfde periode zijn nog te vinden in Avenches (Zwitserland), Lillebonne of in Senlis. Telkens werd er gebruikgemaakt van de massieve vorm van het monument, theater of amfitheater. Dit was gemakkelijk om te bouwen tot fort en geschikt om tijdelijk de bewoners uit de omgeving in onder te brengen bij een aanval. Jason Wood had in zijn in 1983 gepubliceerde studie over het castrum van Tours al ingezien dat het amfitheater de rol van vesting had kunnen behouden, maar hij gaf niet aan welke aanpassingen er gedaan waren, afgezien van het (tijdelijk?) afsluiten van de vomitoria.
Deze aanpassing, die zeker enkele maanden in beslag nam, was duidelijk een reactie op de verslechtering van de veiligheidssituatie, waarvan de oorzaak niet kon worden vastgesteld. In elk geval was hierdoor definitief de functie van het amfitheater veranderd, dat vanaf toen ongeschikt geworden was om voorstellingen te houden.

### Het amfitheater geïntegreerd in het castrum
In het kader van een toenemende onveiligheid en het feit dat de stad zich steeds verder terugtrok in de richting van de Loire en zijn meest dichtbevolkte wijken, kreeg Caesarodunum, dat geleidelijk de naam Civitas Turonorum kreeg en rond 360 hoofdstad van Gallia Lugdunensis werd, een verdedigingsmuur, doorgaans castrum genoemd.

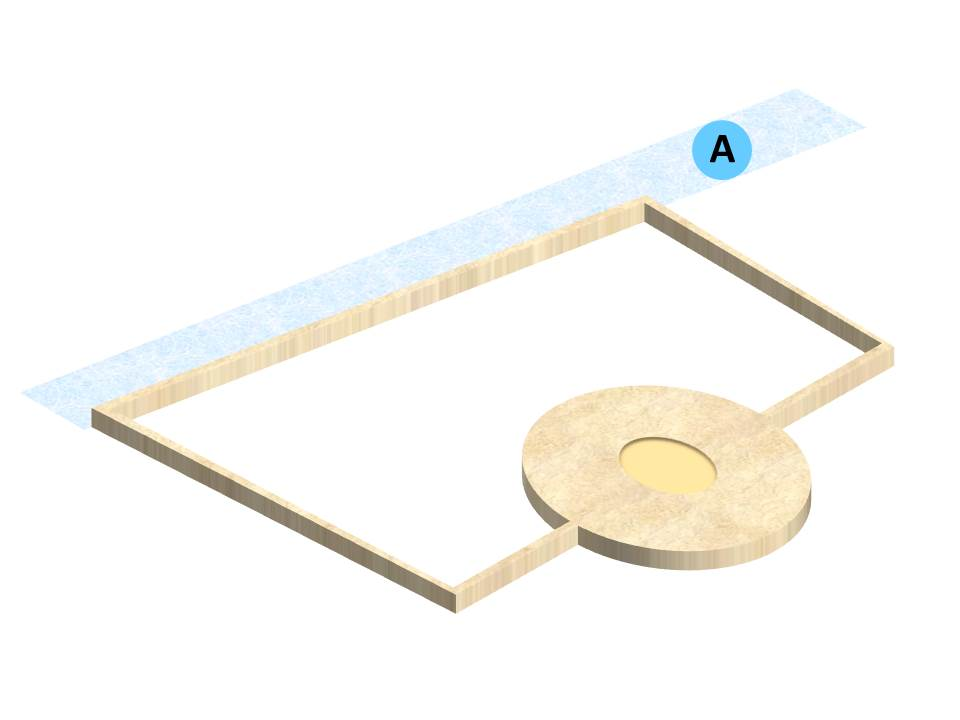
Mogelijke schematische afbeelding van het amfitheater dat opgenomen is in het castrum (de hoogte is hypothetisch).
(A) De Loire.

De studie naar de resultaten van de opgravingen die op verschillende plaatsen bij de muur van het castrum zijn uitgevoerd en het systematische overzicht van de resultaten van eerdere werkzaamheden bewijzen dat de buitenmuur tegen het amfitheater is gebouwd en dat van daaruit verder is gebouwd. Verschillende onderzoeken ondersteunen deze theorie. Het amfitheater beslaat precies het middengedeelte van de zuidzijde van de muur, de hoofdas loopt door het castrum via een weg die leidt naar een verdwenen poort die ooit toegang gaf tot een brug over de Loire uit dezelfde tijd. De hele nieuwe stedelijke ruimte werd zo gecreëerd binnen de nieuwe ommuring.
De zuidelijke, westelijke en oostelijke vomitoria die buiten de verdedigingszone werden gehouden, bleven dienst doen, mogelijk omgebouwd tot monumentale entree van het castrum, net als in Trier, hoewel dit amfitheater een concaaf bastion vormde en de cavea volledig buiten de omtrek van het amfitheater lagen. In Tours zijn de arena en de cavea in deze periode mogelijk gedeeltelijk weer afgedekt. Het pad dat stopte bij het westelijke vomitorium (en opgenomen is in de decumanus maximus van de stad in de vroeg-Romeinse tijd, ter hoogte van de rue de la Sellerie) gaat verder buiten het castrum en dient als uitlijning voor de zuidgevel van de muur.
Het amfitheater, dat tijdens de verbouwing in de derde eeuw al goed verdedigbaar was door zijn structuur en inrichting, werd tijdens de bouw van het castrum niet van een nieuwe laag voorzien: er is geen extra muur tegen de gevel gebouwd en er werden geen onnodige verdedigingstorens gebouwd. De sporen van het afbreken van de voorgevel zijn mogelijk eerder overblijfselen van de buitentrap van het vergrote amfitheater; het kunnen ook torens zijn die in de negende eeuw zijn gebouwd. Ook sommige blokken grote stenen die bij het amfitheater gevonden zijn, kunnen getuigen zijn van reparaties in dezelfde periode.
Andere steden in Gallië wendden hun amfitheaters ook aan als verdedigingselement binnen het vroeg-Romeinse rijk, zoals het geval was met het amfitheater van Perigueux, van Amiens, Metz en Trier. Deze bouwwerken lenen zich goed als fort. Wat opvalt in het geval van Tours is de perfecte symmetrische positie van het amfitheater; in het hart van de nieuwe stad, evenals de geometrie van de muur, alleen verstoord door de Loire die langs de noordzijde van de muur stroomt.

### De teloorgang van het amfitheater vanaf de middeleeuwen

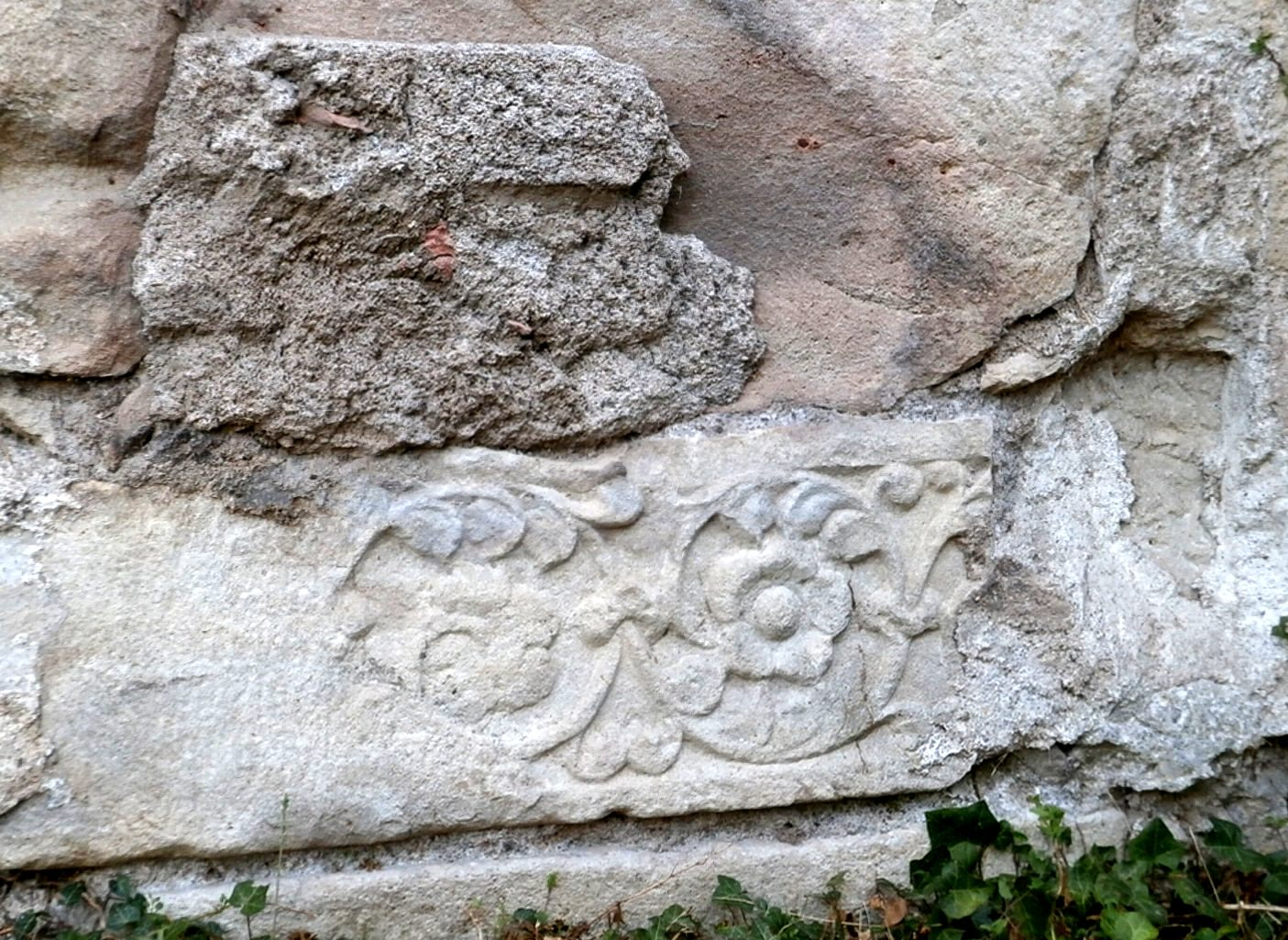
Blok, hergebruikt om de gevel van het amfitheater te herstellen (Archives départementales).

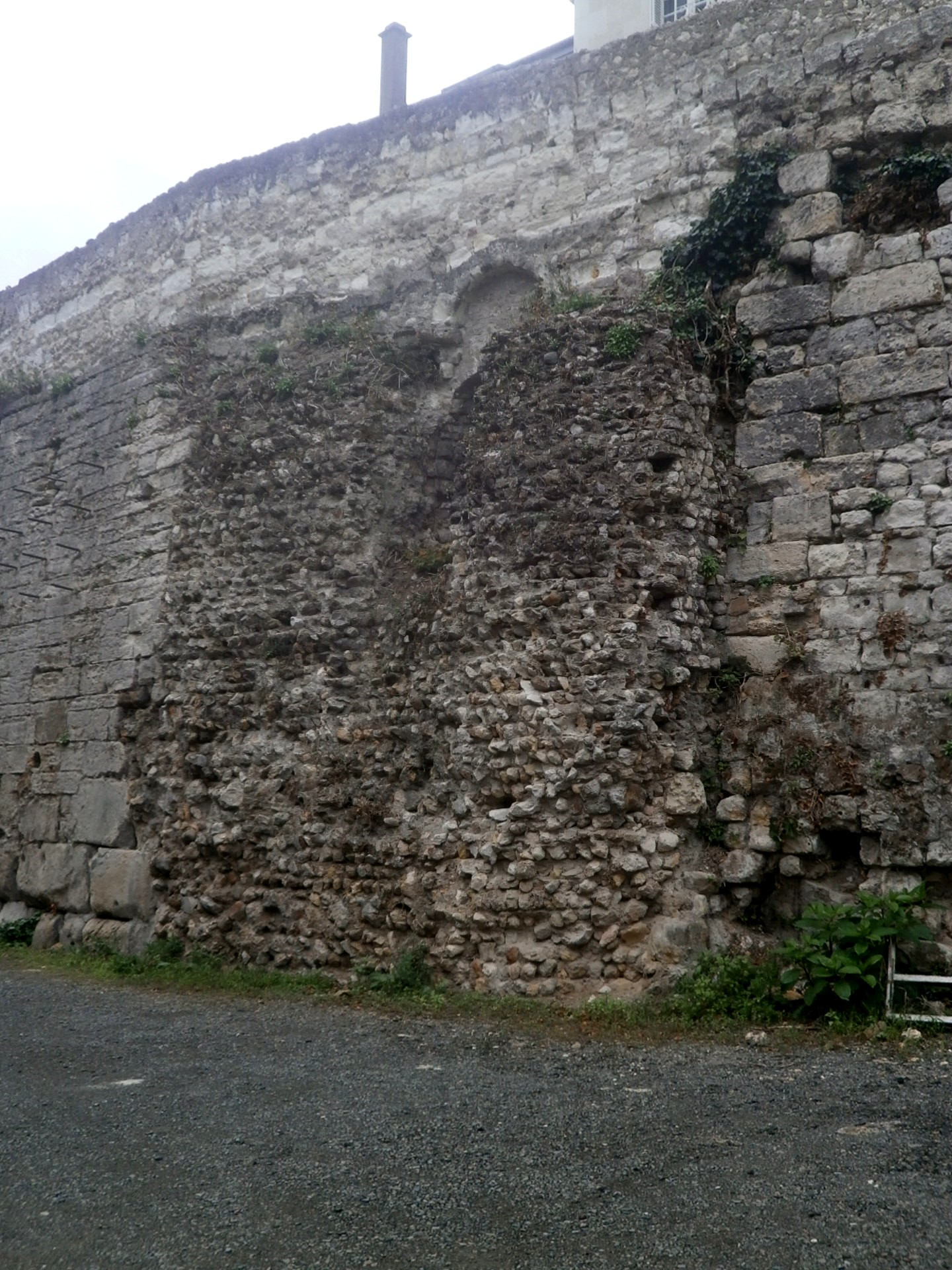
Metselwerkblok, toegeschreven aan een geveltrap of een late vestingtoren van het amfitheater.

In de negende eeuw werd een deel van de voorgevel van het amfitheater, dat lang daarvoor was ingestort, hersteld met grote blokken afkomstig uit een openbaar gebouw in het castrum dat sinds de vroeg-Romeinse tijd nog steeds overeind stond. Mogelijk zijn er toen ook torens gebouwd tegen de zuidelijke gevel van het amfitheater. Deze aanpassingen vonden waarschijnlijk plaats in opdracht van Karel de Kale die in 869 eiste dat de muren van verschillende steden, waaronder Tours, werden hersteld, om het hoofd te kunnen bieden aan de invallen van de Noormannen.
In een handvest van Karel de Eenvoudige uit 919 wordt het amfitheater genoemd, in verband met een grondruil bij een buurtschap genaamd 'Arenas' (de arena's). Dit is de laatste expliciete vermelding van de aanwezigheid van het monument, waarvan sommige ruïnes wellicht nog zichtbaar waren in dit nog weinig verstedelijkte gebied. In een overlijdensbericht uit 1301 wordt de plaats Les Arennes in Tours genoemd, maar het is niet officieel vastgesteld dat het hier gaat om een verwijzing naar het amfitheater.
Bij de ontwikkeling van de Kanunnikenwijk in de middeleeuwen werd gebruik gemaakt van de overgebleven fundamenten. Hier werden de funderingen en de kelders gebouwd van de huizen die voor de kanunniken uit het bisschoppelijke kapittel bestemd waren. Dit gebeurde vanaf ongeveer 1250, toen ook de nieuwe gotische kathedraal gebouwd werd, tot aan de Franse Revolutie. Bij deze gelegenheid werden de oude vomitoria, die inmiddels grotendeels onder de grond lagen, tot kelders omgevormd en door muren in de lengte, de breedte en soms zelfs in de hoogte afgescheiden, wat leidde tot verschillende kelderverdiepingen. De perceelindeling van de wijk werd zo duidelijk, hoewel er nog veel onbebouwde ruimte was. In twee documenten uit de twaalfde eeuw werden wijngaarden en stallen genoemd. Ondanks de transformatie van de vomitoria tot kelders werd er helemaal geen verwijzing meer gemaakt naar het monument uit de oudheid, waarvan de gehele oppervlakte geleidelijk in beslag genomen werd door woningen. In feite was er geen enkel overblijfsel van het amfitheater meer direct zichtbaar. Na de Franse Revolutie waren de huizen in de wijk niet langer voorbehouden aan de kanunniken, maar tot aan de elfde eeuw veranderde er weinig aan de indeling. Hoewel de muren van de huizen in meer of mindere mate werden verplaatst, bleven de funderingen grotendeels op hun plaats.

## Onbeantwoorde vragen
Er blijft veel onduidelijkheid over het uiterlijk, de structuur en de afmetingen van het gebouw, al hebben de jongste onderzoeken de kennis op dit gebied aanzienlijk vergroot. Naast deze strikt bouwkundige kwesties blijven er ook nog andere vragen open staan.
Men heeft de aard van de voorstellingen die in het amfitheater van Caesarodunum werden georganiseerd nog steeds niet kunnen vaststellen. Aangenomen mag worden dat daar, in navolging van wat werd opgevoerd in andere amfitheaters van het Romeinse Rijk, met name in Gallië, gladiatorengevechten plaatsvonden, zoals in Bourges het geval was. Daar werd een grafzuil ontdekt ter nagedachtenis aan een murmillo. In Lyon en Trier werden veroordeelden geëxecuteerd, dit waren waarschijnlijk vaker kleinere schouwspelen. Geen enkel overblijfsel, ingehouwen opschrift of tekst geeft ook maar enig antwoord.
De redenen voor het bouwen van zo'n groot monument in een stad van gemiddelde grootte zijn onbekend. De vraag, die tijdens de jaren 1970 opkwam, is nog prangender aangezien de capaciteit van het amfitheater meer dan verdubbeld werd, terwijl geen enkele gebeurtenis had plaatsgevonden die dit zou rechtvaardigen. Integendeel zijn er aanwijzingen dat Caesarodunum in die tijd al gestopt was met groeien. Het amfitheater van Tours, een van de grootste van het Romeinse Rijk (misschien wel de vierde volgens de gegevens die eind 2014 beschikbaar waren), bereikte in zijn definitieve vorm afmetingen die vergelijkbaar zijn met de monumenten van Autun, Italica (Spanje), Capua (Italië) of Carthago (Tunesië), steden waarvan het politieke gewicht en de omvang veel groter waren dan die van Caesarodunum. Het is wellicht niet zonder reden dat sommige auteurs het amfitheater van Tours een 'architectonisch monster' noemen. Misschien is het de rivaliteit tussen de Gallo-Romeinse steden, die hun macht wilden demonstreren door groter, hoger, in een civitas te bouwen.
Tot slot blijft de oorsprong van de financiering van een dergelijk monument, zowel wat betreft de bouw als de exploitatie- of onderhoudskosten, een raadsel. Dit soort monumenten werd vaak aan de steden aangeboden door rijke burgers die hun bouw hadden gefinancierd. De praktijk van evergetisme wordt in het geval van Tours echter door geen enkele bron bevestigd. In een periode van afnemende economische groei, zoals aan het einde van de tweede eeuw, toen het amfitheater werd uitgebreid, is het bovendien moeilijk voor te stellen wie over het fortuin beschikte dat nodig was voor deze kostbare operatie en wie er belang bij had gehad om deze operatie uit te voeren.

## Overblijfselen en onderzoeken

### Overblijfselen van het amfitheater

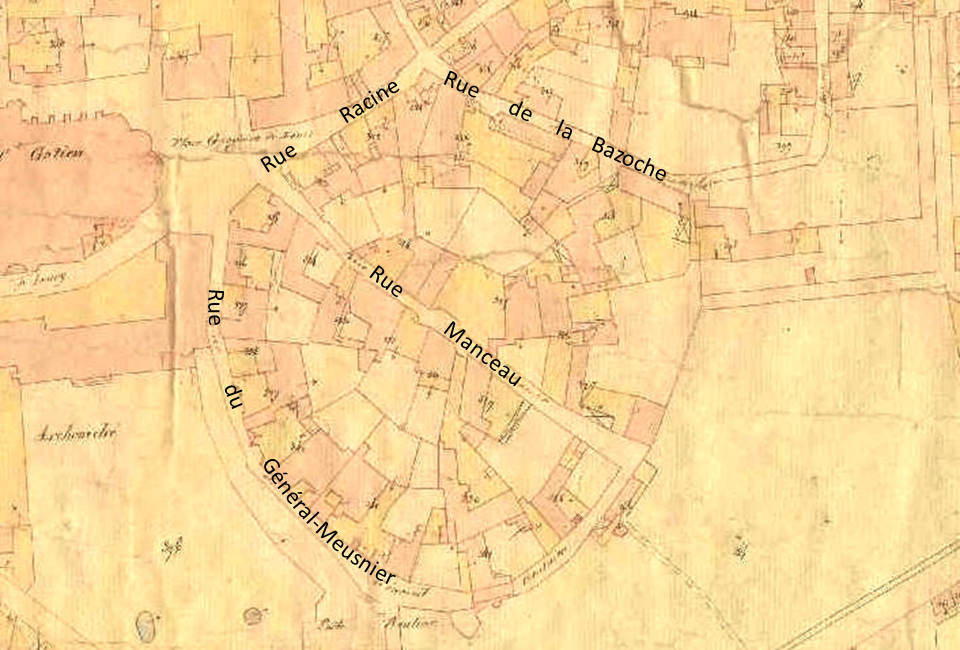
Sporen van het amfitheater van Tours op het napoleontische kadaster uit 1836.

Overblijfselen van het amfitheater.
Bruin: gedocumenteerde overblijfselen;
Rood: bevestigd te worden
Oranje: verondersteld ontwerp.

Om een overzicht van het amfitheater van Tours te krijgen, moet de stad van bovenaf gezien worden; de rue Manceau (voorheen rue CreuseNote) draait naar de rand van de oude cavea in het zuidoosten af naar de arena die het doorkruist en de loop van de rue du Général-Meusnier (voorheen rue de la Porte-Rouline) volgt de bocht van het amfitheater van het noordwesten naar het zuidoosten; de rue Racine en de rue de la Bazoche volgen de omtrek van het monument van het noordwesten naar het zuidoosten. Het onderzoek van de kadastrale plannen, zowel de napoleontische (1836) als de moderne, maakt nog meer duidelijk; de percelen zijn waaiervormig en laten de structuur van het amfitheater nog beter zien. Bovendien is het gedeelte dat overeenkomt met de cavea bijna volledig bebouwd, terwijl stukken grond op het niveau van de oude arena geheel onbebouwd zijn gebleven.
Om de minimumhoogte van het amfitheater te kunnen inschatten, kan men kijken naar de helling van de rue de la Porte-Rouline, die aangelegd is in 1642. Deze weg verbindt, van noord naar zuid, het gedeelte onder aan het amfitheater met de rue du General-Meusnier, die langs de cavea liep, voordat deze met de grond gelijk gemaakt werden. Het niveauverschil van ongeveer 5 meter is ook zichtbaar op de binnenplaats achter de Studiosbioscoop aan de rue des Ursulines. In werkelijkheid was het amfitheater veel hoger, maar door de eeuwen heen is een deel van het hoogteverschil vervallen door afbrokkeling en de ophoping van puin aan de voet van het bouwwerk.
Om de overblijfselen van het amfitheater nauwkeurig te onderzoeken (figuur II), moest er toegang verkregen worden tot privéterrein in de wijk en de bijbehorende kelders. Achter het gebouw van de departementale Archieven kon men, via een binnenplaats, de muur van het vergrote amfitheater bereikbaar. Het massieve karakter van het amfitheater, dat misschien verklaart waarom er zo weinig overblijfselen zijn (het aantal gemetselde delen is veel lager dan in een "klassiek" amfitheater met boogmuren), heeft bijgedragen tot een goede conservering van de resten: ze zijn opgegaan in de heuvelhelling, waar ze beschermd lagen.
In 2014 was geen enkel van de overblijfselen beschermd als onderdeel van een monument historique, noch geregistreerd, noch geclassificeerd. De in de tabel genoemde beschermingsmaatregelen zijn van toepassing op het vooraanzicht, de daken of de decoratie van de betrokken huizen, maar nooit op hun fundamenten die op de ruïnes van het amfitheater rusten. Deze laatste worden echter behouden door het opnemen van de wijk als geheel in het beschermd gebied van de stad.

Het amfitheater van Tours in de straten en gebouwen van de stad.
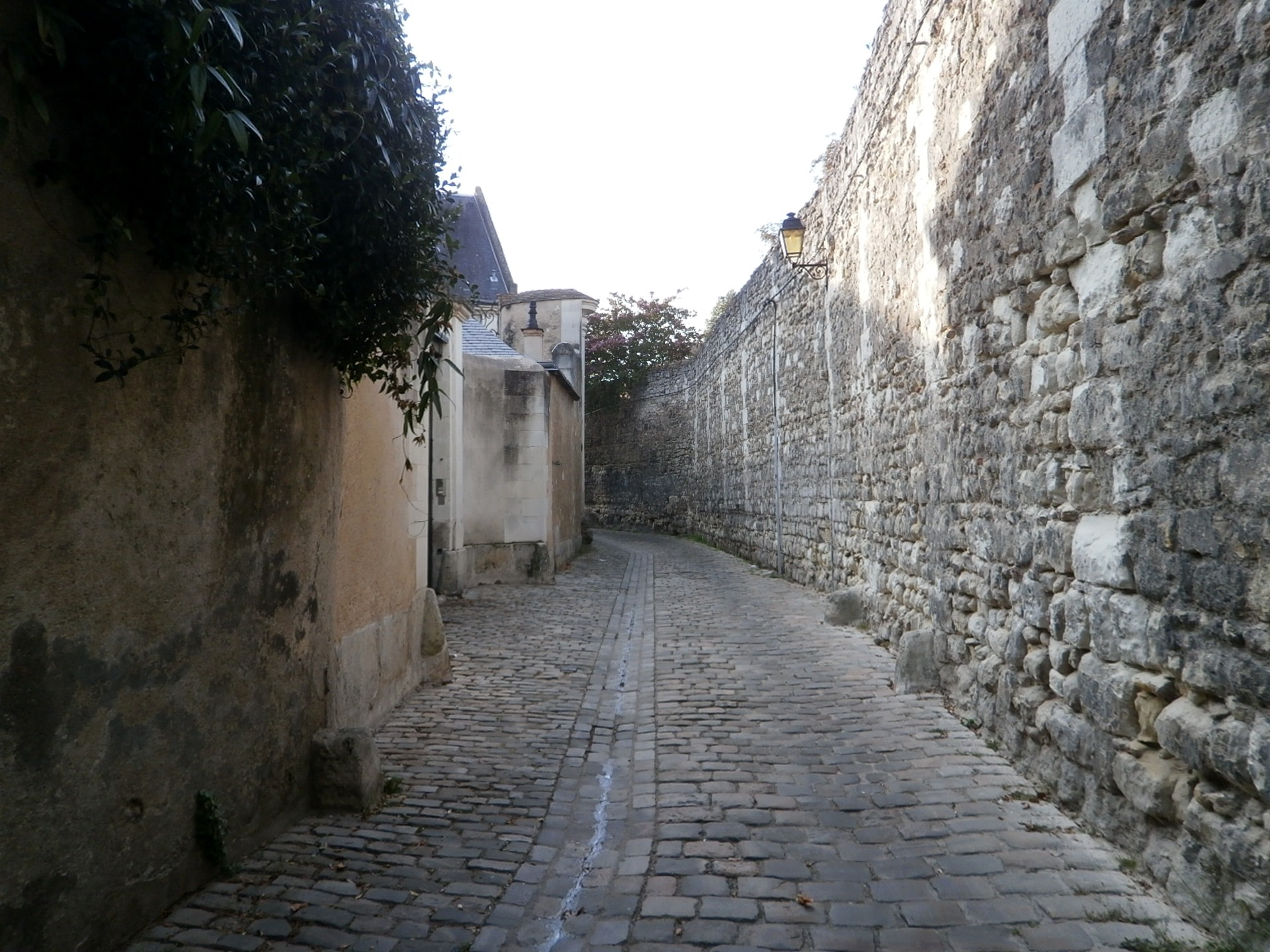
De rue du Général-Meusnier gezien vanuit het noordwesten.
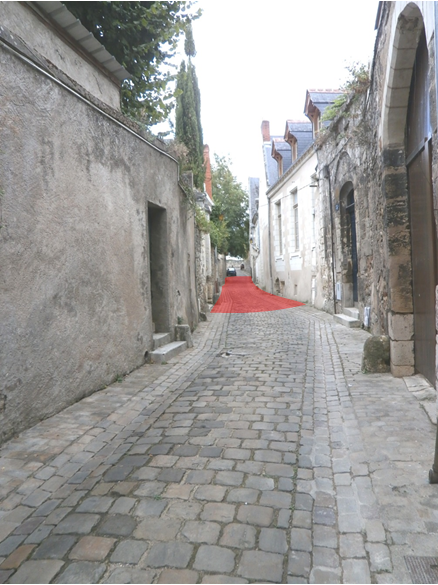
De rue Manceau gezien vanuit het noordwesten. In rood de arena.
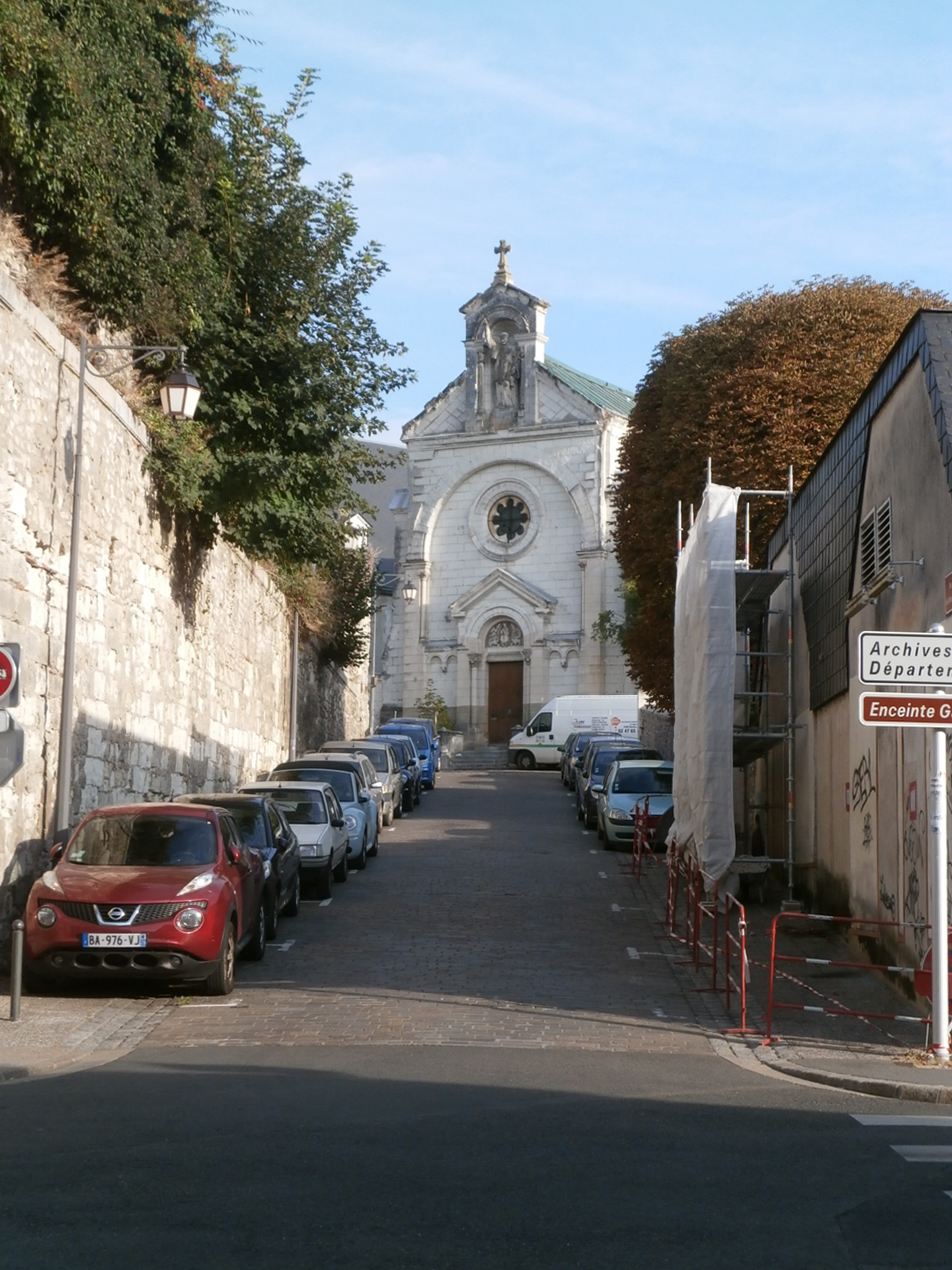
De rue de la Porte-Rouline gezien vanuit het zuiden.
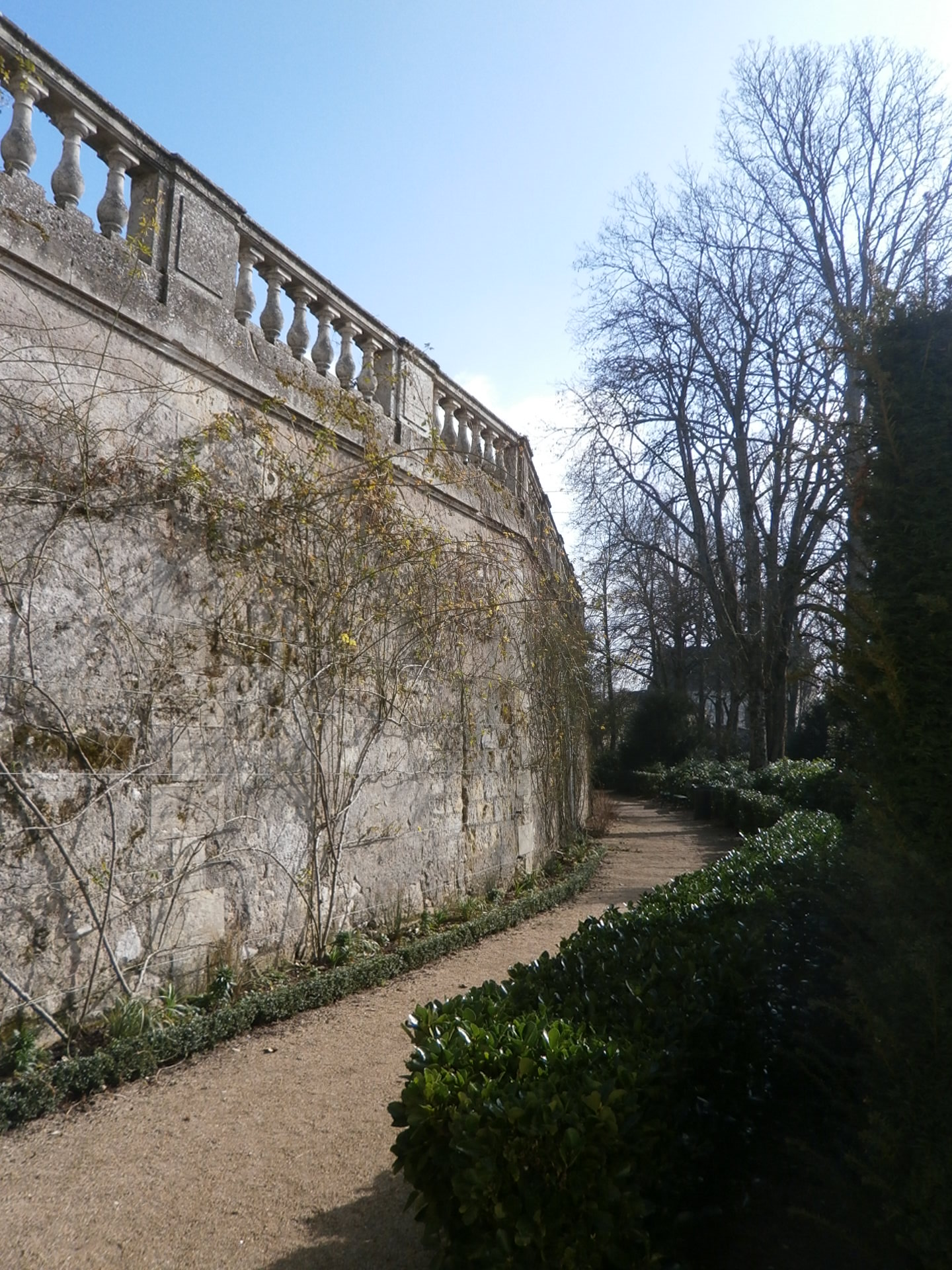
Het terras van het aartsbisdom.
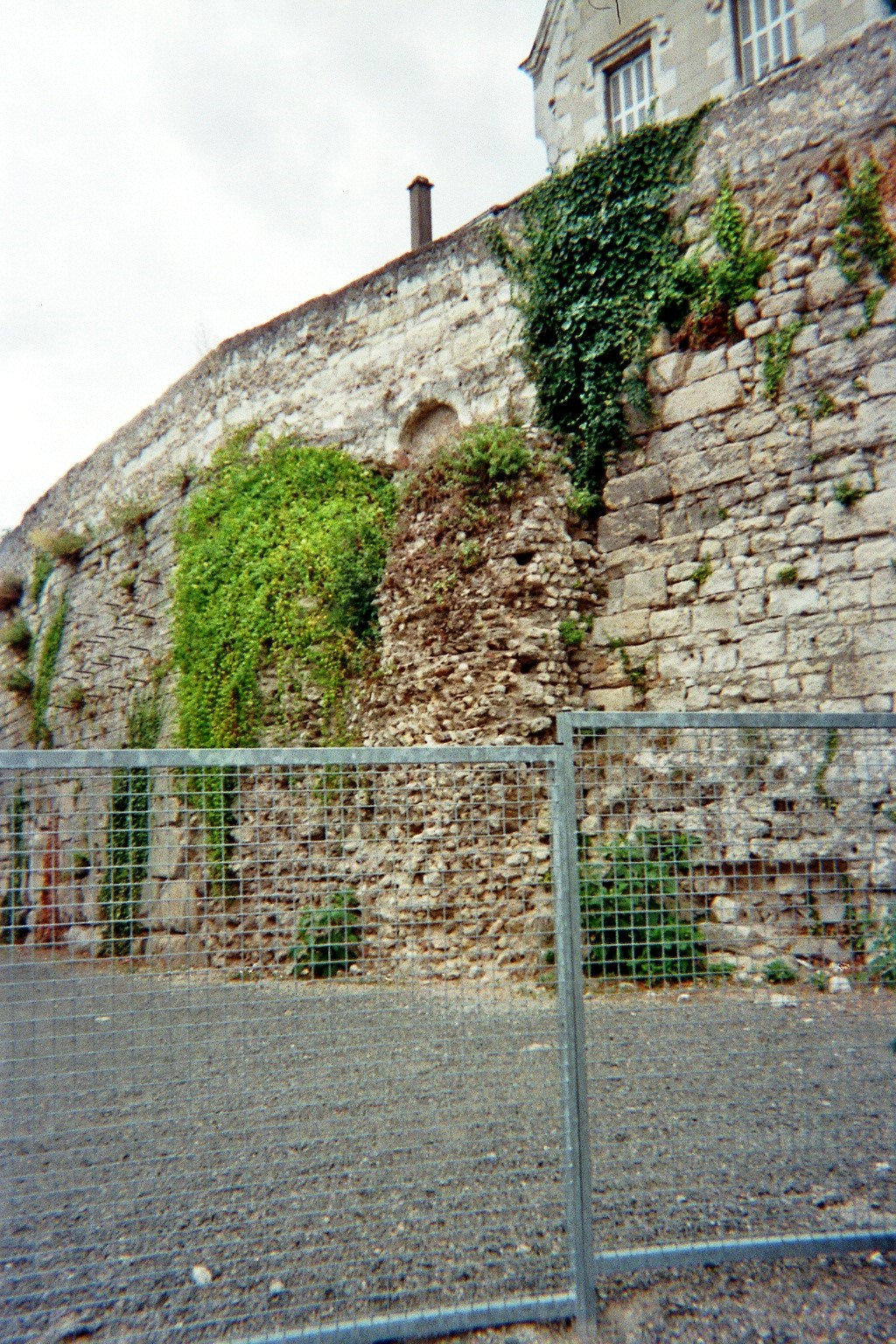
De binnenplaats van de Studiosbioscoop.

### Chronologie van de studies naar het amfitheater

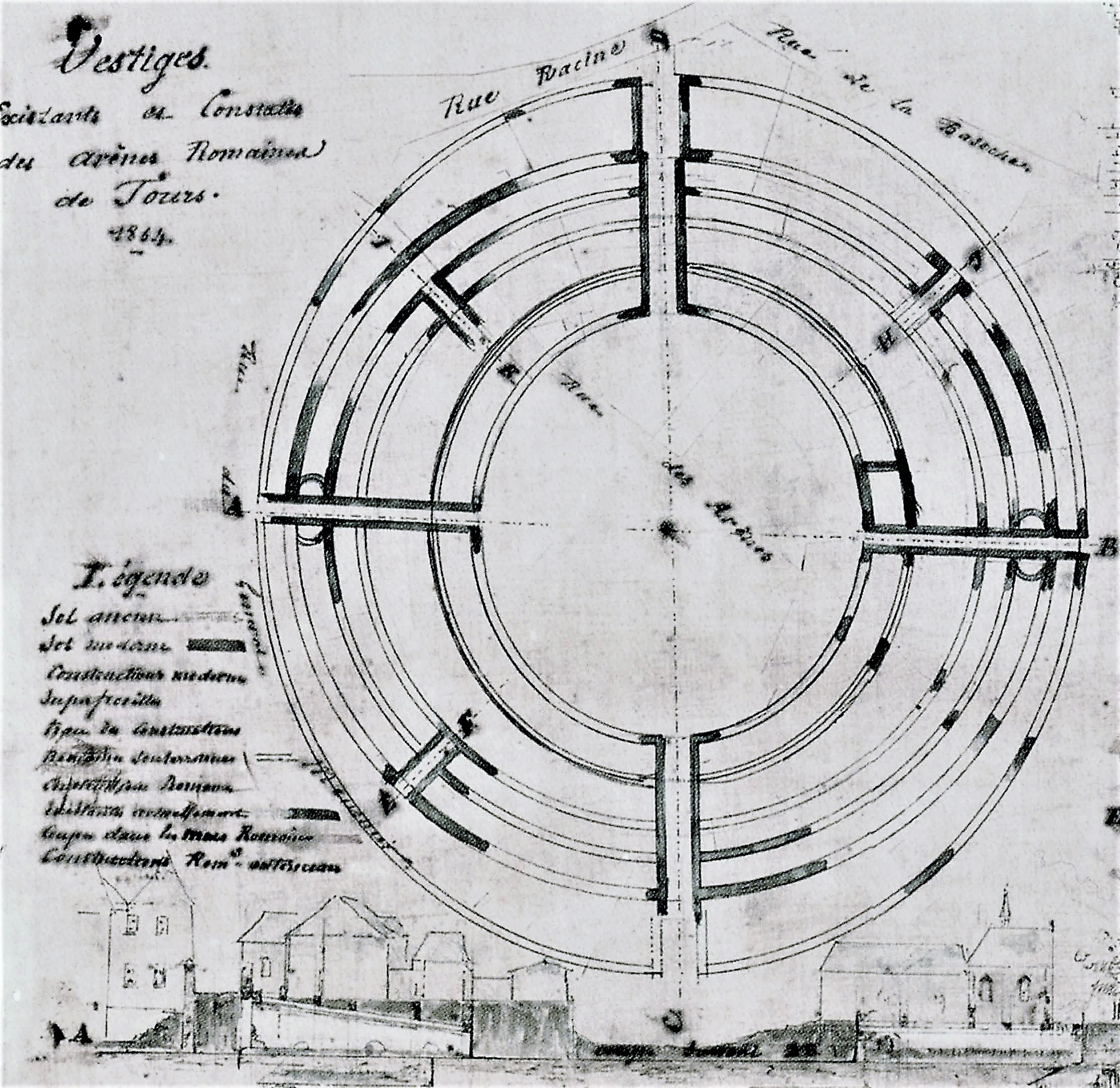
Plattegrond van het amfitheater. (Graaf van Galembert, 1853)

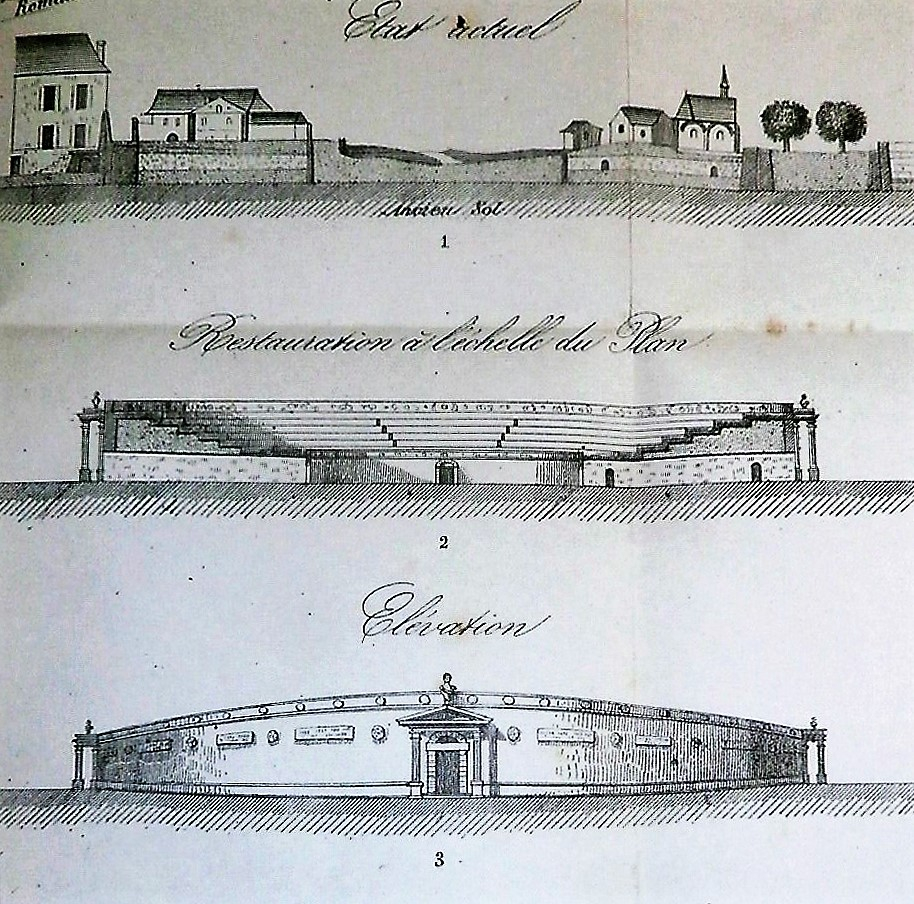
Reconstructie van het amfitheater. (Graaf van Galembert, 1853)

In de 18e eeuw was het oude amfitheater volledig uit het collectieve geheugen van Tours gewist. De acteur en archeoloog Pierre Beaumesnil publiceerde in 1784 de collectie Antiquités et Monuments de la Touraine, 1784. In dit document verbaasde hij zich over de afwezigheid van arena's in Tours en overleveringen die daar melding van maakten; wel was hij de enige die dacht dat er meer moest zijn. Hij baseerde zijn veronderstelling deels op ontwerpen op hout die hij in zijn bezit had, afkomstig uit een in de 11e eeuw verdwenen, niet nader gelokaliseerde abdij in Touraine. De onnauwkeurigheid van de geschriften van Beaumesnil maakt de interpretatie ervan echter twijfelachtig.
In 1828 noemde Jean-Louis Chalmel in zijn Histoire de Touraine het amfitheater zonder de plaats ervan aan te geven. Op een plattegrond van het castrum dat rond 1829 door Noël Champoiseau werd getekend, was de zuidelijke muur perfect rechthoekig, wat de auteur bevestigde in de tekst bij het plattegrond '[De muur] begon vanaf de toren die nog steeds op de binnenplaats van het aartsbisdom staat; hij bereikte in een rechte lijn die van de Cupido ...'.
De archeologische vereniging Société archéologique de Touraine (SAT), opgericht in 1840 in het kader van grote nationale belangstelling voor archeologie, speelde een sleutelrol in de herontdekking van het amfitheater. Onder het voorzitterschap van pater Jean-Jacques Bourassé richtte de vereniging in 1853 een commissie op om de Gallo-Romeinse oudheden van Tours te inventariseren. De aanwezigheid van kanunniken in deze commissie vergemakkelijkte de toegang tot eigendommen en residenties, waarvan enkele nog steeds bewoond werden door religieuzen. Bij opgravingen in de gewelven van de kelders onder de huizen in de kathedraalwijk, ontdekten de leden van de commissie onder leiding van Generaal de Courtigis dat ze niet de resten van monumentale thermaalbaden hadden gevonden, zoals ze net als veel andere historici hadden aangenomen, maar die van een amfitheater (hoewel een van de betreffende gebouwen nog steeds "Justice des bains' heet). In zijn rapport van 1853 sprak Generaal de Courtigis zijn verbazing over het feit dat niemand deze overblijfselen had opgemerkt en vervolgens correct had geïnterpreteerd:
Ik kan maar moeilijk begrijpen hoe het kan dat het bestaan van zo'n monument, bij gebrek aan overlevering, zo lang genegeerd of zelfs in twijfel getrokken kon worden; wanneer met enige aandacht de stervorm van de belangrijkste bouwwerken van deze wijk in ogenschouw was genomen, zou al snel duidelijk zijn geworden dat deze ongewone indeling alleen kon worden veroorzaakt door een bijzondere staat van de ondergrond, die alleen maar kan duiden op de ruïnes van een amfitheater.
De onderzoekscommissie concludeerde dat '[volgens] de unanieme opinie, die zich geleidelijk aan in de hoofden van elk van haar leden heeft gevormd […] de gevonden en beschreven overblijfselen inderdaad die van een amfitheater waren.'
Aan het begin van de 20e eeuw was de belangstelling voor de archeologie nog duidelijk aanwezig, maar door de Eerste Wereldoorlog werden alle studies onderbroken; het gebrek aan onderzoekers en een zeker gebrek aan belangstelling tijdens het interbellum maakten dat de archeologische werkzaamheden niet hervat werden. In 1938 nam Baron Henry Auvray, lid van de SAT en liefhebber van de geschiedenis van de oudheid, het werk over van General de Courtigis en publiceerde in 1939 een samenvatting van al zijn observaties onder de titel La Touraine gallo-romaine. De Tweede Wereldoorlog belette hem om verder te gaan. Henry Auvray overleed in 1947.
In 1960 zette pater Jean-Paul Sazerat, met hulp van de scouts waar hij de leiding over had, de verkenning van de overblijfselen van het amfitheater over. In 1971 werd het werk voortgezet door de archeologische club van het Lycée Paul-Louis-Courier onder leiding van Jacques Dubois; een landmeter kreeg de opdracht de metingen uit te voeren en de plannen uit te werken. De samenvatting van al deze studies, ondertekend door Jacques Dubois en Jean-Paul Sazerat, kwam in 1974 en 1977 in meerdere publicaties aan de orde in de bulletins en memoires van de SAT.
In 1978 maakte een (uiteindelijk niet gerealiseerd) project het mogelijk om het gebouw van het afdelingsarchief uit te breiden de mogelijkheid om te beginnen met opgravingen aan de voet van de muur van het castrum, in het zuidoostelijke deel van het amfitheater. Door deze studie was het mogelijk om meer kennis te vergaren over de geschiedenis van de fortificatie van het amfitheater in de 3e eeuw, maar ook over de latere renovaties in de vroege middeleeuwen.
In 1980 deed de archeoloog Jason Wood uitgebreid onderzoek naar het castrum. Dit onderzoek, dat in 1983 gepubliceerd werd, bevestigde de rol van het amfitheater in de vestingbouw in de 4e eeuw.
De toevallige ontdekking, in 2000 en 2001, van nieuwe overblijfselen in de kelders en de ontdekking in de SAT-archieven van plannen en notities van de Courtigis, bood de kans om alle archeologische en bibliografische gegevens met betrekking tot het amfitheater van Tours opnieuw te onderzoeken, maar ook om een nieuw plan op te zetten met een uitputtend overzicht van alle overblijfselen, vergezeld van hun systematische locatiegegevens en van 3D-scans. Deze omvangrijke werkzaamheden, die in 2017 nog niet afgerond waren, zouden uitmonden in het opstellen van zeer detailleerde plattegronden (schaal 1/1000, maar vooral 1/20). Hierdoor was het al mogelijk om een nieuwe visie op het monument en de geschiedenis ervan naar voren te brengen, in verschillende hoofdstukken van een publicatie gewijd aan het Tours uit de oudheid en de middeleeuwen (Tours antique et médiéval).
In 2008 bestudeerde Bastien Lefebvre in zijn proefschrift voor zijn doctoraat in de archeologie, gepubliceerd en overgenomen in talrijke publicaties, de evolutie van de kanunnikenwijk van Tours door de eeuwen heen, en waarvan een deel is gebouwd op de ruïnes van het amfitheater. Hoewel het amfitheater niet centraal stond in zijn werk, beschreef hij hoe het geleidelijk werd geïntegreerd in de funderingen en kelders van de woningen en hoe de aanwezigheid ervan de indeling van de wijk vorm gaf.